# Pest (ziekte)

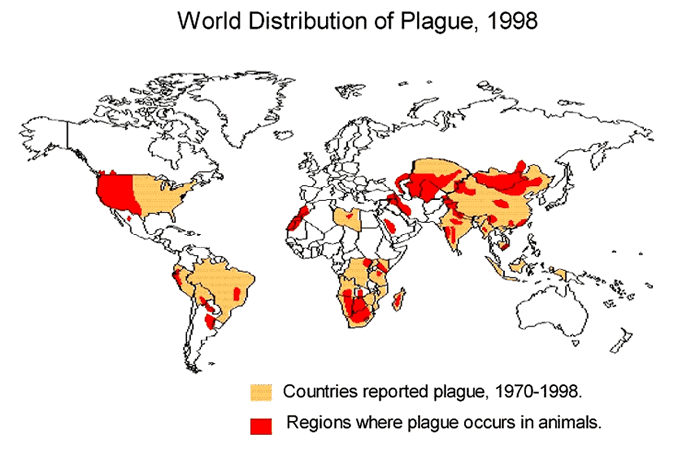
De wereldwijde verspreiding van de pest onder verschillende knaagdieren en de verspreiding van de ziekte in de periode 1970 - 1998

De pest is een besmettelijke ziekte die van de 14e tot en met de 19e eeuw in Europa veelvuldig, bij vlagen epidemisch en zelfs pandemisch voorkwam en enorme aantallen slachtoffers maakte. De ziekte wordt veroorzaakt door de bacterie Yersinia pestis of pestbacil. De meest voorkomende verschijningsvormen van de pest zijn builenpest en longpest. Men schat dat door de Zwarte Dood van 1347-1351 een derde deel van alle Europeanen, destijds enkele tientallen miljoenen, het leven liet.
Behalve op Antarctica, Australië en in Europa komt de pest nog steeds op alle continenten voor onder zwarte en bruine ratten en onder een aantal andere voor de pest vatbare zoogdieren (vooral knaagdieren). Incidenteel raken mensen met de pest besmet. Daarbij gaat het voornamelijk om arme landarbeiders en hun gezinnen, die in afgelegen dorpen in het zuiden van Afrika wonen, bijvoorbeeld in Zambia, Madagaskar en Malawi, of om mensen die in afgelegen en dunbevolkte delen van Azië wonen, bijvoorbeeld in Kazachstan, Kirgizië, Binnen-Mongolië en Nepal. Zie de kaart aan de rechterkant voor een overzicht van de wereldwijde verspreiding van de pest.
De pest vormt voor medici geen probleem meer omdat de ziekte over het algemeen snel en effectief bestreden kan worden met behulp van verschillende goedkope antibiotica, zoals tetracycline en doxycycline. In Nederland valt de ziekte onder categorie B1 van de Infectieziektenwet. Dat betekent dat binnen 24 uur na constatering door een arts, of bij een gegrond vermoeden ervan, er melding moet worden gedaan bij een GGD.

## Oorzaak en overdracht

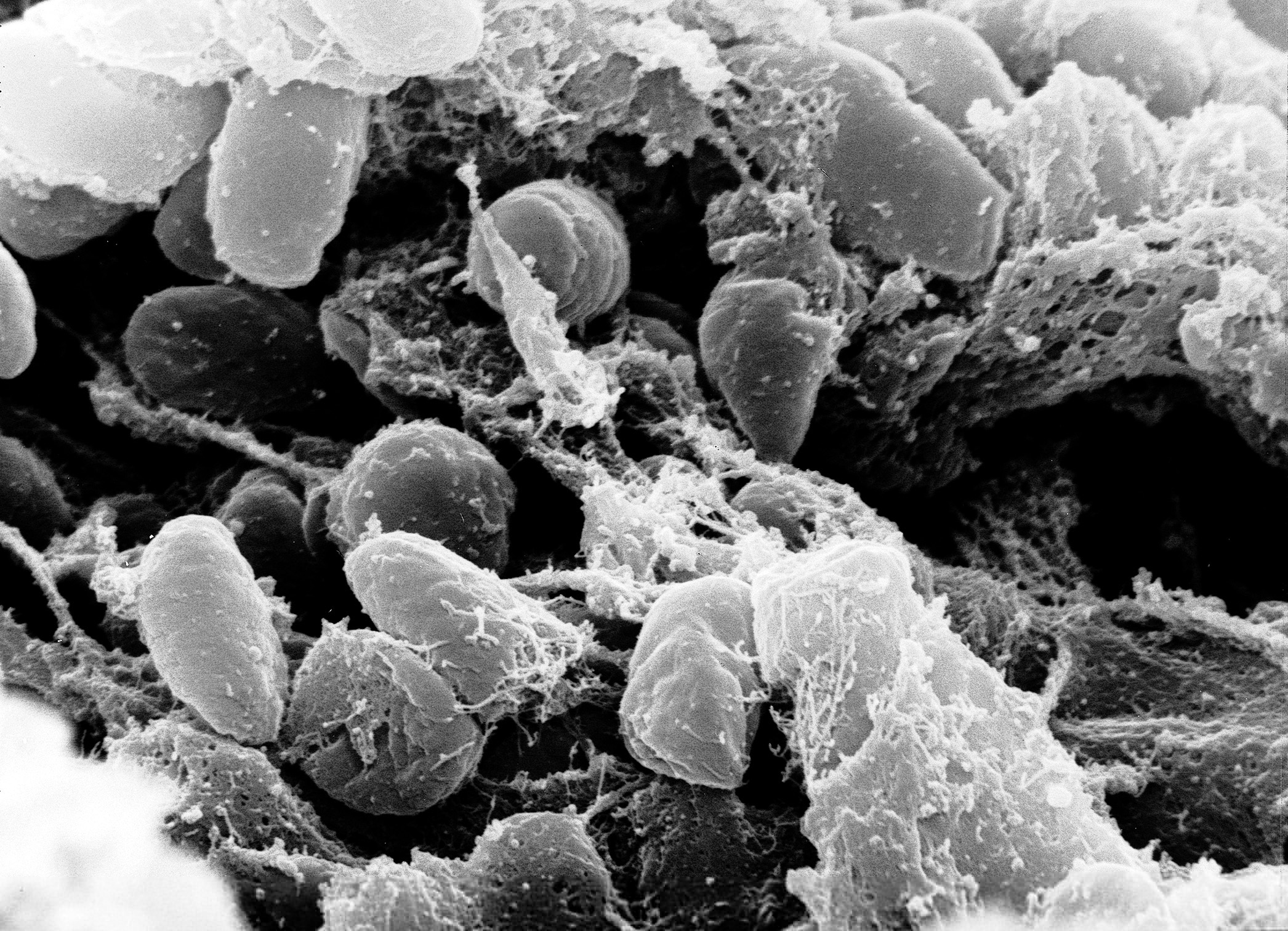
Yersinia pestis 2000x vergroot.

De pest wordt veroorzaakt door Yersinia pestis, een gram-negatieve bacterie. De bacterie is genoemd naar de Frans-Zwitserse arts Alexandre Yersin die de bacterie in 1894 kon identificeren tijdens een epidemie in Hong Kong.
De pest is het bekendste voorbeeld van een zoönose, een ziekte die van dieren op mensen wordt overgedragen. Bij de pest gaat het om de overdracht door vlooien die met de bacterie besmet zijn. Een andere besmettingsroute is door minuscule druppels die in de lucht zweven ten gevolge van hoesten of niezen van een besmet persoon. Deze laatstgenoemde overdracht vindt vooral plaats bij longpest.

### Vlooien

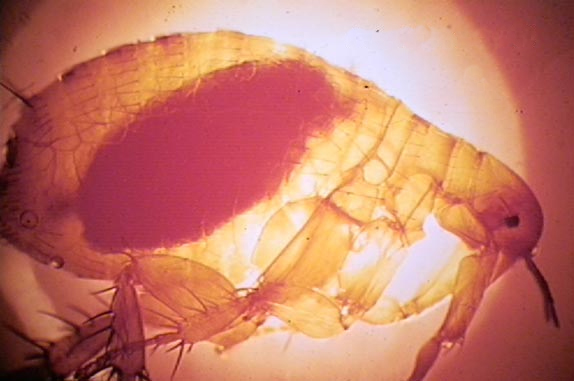
De rattenvlo (Xenopsylla cheopsis) na een bloedmaaltijd. Dit type vlo is de voornaamste vector bij de overdracht van de Yersinia pestis.

De overdracht van de builenpest gebeurt meestal via vlooien. Dit werd voor het eerst beschreven door Paul-Louis Simond in 1898. De vlo zuigt met het bloed van zijn gastheer de pestbacteriën op. Na enkele dagen raakt de voormaag van de vlo verstopt door klontertjes van de zich vermenigvuldigende bacteriën. Als de vlo vervolgens probeert bloed te zuigen lukt dit niet en injecteert ze geïnfecteerd bloed terug in de bijtwond en zorgt op die manier voor de infectie van de drager.
Bij de vlooien is het voornamelijk de rattenvlo of Xenopsylla cheopis die hiervoor verantwoordelijk wordt gehouden. Deze soort komt met name voor bij de zwarte rat. Nochtans komt deze vlooiensoort in Europa niet voor, omdat het klimaat te koud is. A.W. Bacot meent dat de mensenvlo of Pulex irritans, een kosmopolitisch levende vlooiensoort die ondanks zijn naam op een groot aantal gastheren leeft, voor de verspreiding in Europa verantwoordelijk was. Hariette Chick en C. J. Martin denken dan weer aan de Nosopsyllus fasciatus (noordelijke rattenvlo) als de vlo die voor de pestinfecties in Europa verantwoordelijk zou zijn.
De verschillende vlosoorten hebben ook een verschillende vectoreffectiviteit. De effectiviteit als vector is van een aantal factoren afhankelijk:
1. het infectiepotentiaal: hoeveel individuen van een vlooienpopulatie zuigen geïnfecteerd bloed op?
2. het infecteerpotentiaal: Hoeveel vlooien kunnen zelf een gastheer infecteren omdat hun spijsverteringskanaal geblokkeerd is?
3. het overdrachtpotentiaal: hoe dikwijls kan één vlo de infectie overdragen vooraleer ze zelf sterft of haar spijsverteringskanaal gedeblokkeerd raakt?

Men voerde een vectorindex in om de verschillende vlosoorten met elkaar te kunnen vergelijken en Xenopsylla cheopis werd daarbij als maatstaf gekozen. De noordelijke rattenvlo (Nosopsyllus fasciatus) komt het dichtst in de buurt van Xenopsylla cheopis terwijl de mensenvlo, maar ook de kattenvlo en de hondenvlo weinig efficiënt blijken te zijn, omdat de blokkade van het spijsverteringskanaal bij die soorten zeldzaam is.
Georges Blanc en Marcel Baltazard kwamen bij een studie naar aanleiding van de pestepidemie van 1940 in Marokko tot de conclusie dat een overdracht van mens op mens mogelijk was. Georges Girard verwierp deze stelling op basis van de studie van pestepidemieën in India, Senegal en Madagaskar en met zijn ervaring van de geringe effectiviteit van Pulex irritans, mensenvlo, als pestvector. Hij hield het wel voor mogelijk dat het grote aantal mensenvlooien in Marokko het gebrek aan effectiviteit had gecompenseerd. Andere onderzoekingen van de pest in Noord-Afrika toonden aan dat de ziekte niet werd overgedragen door de mensenvlo, ook al was die zelf geïnfecteerd.
Anderzijds stelde Atilio Macchiavello vast dat Xenopsylla cheopis, rattenvlo, niet voorkwam bij een pestuitbraak in Peru in 1946 in een gebied dat op een hoogte van 600 à 700 m gelegen was. Robert Pollitzer en Karl F. Meyer kwamen dan tot het besluit dat de pestbacil kon overgedragen worden door vlooienbeten van vlooien waarvan de kaken en zuigwerktuigen waren besmet (mechanische overdracht) of door vlooien met een geblokkeerd spijsverteringskanaal (biologische overdracht). In Noord-Amerika wordt de ziekte meestal overgedragen door de Oropsylla montana, hoewel bij deze soort geen blokkering optreedt.
Een belangrijke factor bij de overdracht van de ziekte is het aantal bacteriën die de vlo per beet injecteert. Ole Jørgen Benedictow ging ervan uit dat het er ongeveer 25.000 waren, onderzoek met de PCR-techniek maakte het mogelijk vast te stellen dat het om 100.000 bacteriën gaat.
Volgens een onderzoek sinds 2018 zijn voor de snelle pandemische verspreiding naast de rattenvlooi de kleerluis (Pediculus humanus humanus) en de mensenvlooi verantwoordelijk.

### Warmbloedige gastdieren
Het is aangetoond dat de pest bij meer dan tweehonderd zoogdiersoorten kan optreden en dus zeker niet beperkt is tot ratten, waarmee de ziekte meestal geassocieerd wordt. Zo is bijvoorbeeld ook pest vastgesteld bij honden en katten.
Naast de zwarte (Rattus rattus) en de bruine rat (Rattus norvegicus) wordt ook de huismuis verantwoordelijk gehouden voor de uitbraak van een aantal pestepidemieën, zoals die in Zuidoost-Rusland van de jaren 1920, die in Brazilië tussen 1936 en 1945 en de epidemie in Saigon van 1943. De huismuis zou echter slechts een ondergeschikte rol spelen bij de overdracht van de pestbacterie. De concentratie bacteriën in de muis wordt onvoldoende groot en bovendien is de typische muizenvlo (Leptopsylla segnis) geen efficiënte vector.
Ratten zijn altijd als de belangrijkste overdragers gezien. Een voorbeeld daarvan was de epidemie in Bombay (Mumbai) in 1905. Een onderzoekscommissie kon daar vaststellen dat de ziekte eerst toesloeg bij bruine ratten, vijf dagen later bij zwarte ratten en zijn hoogtepunt bij de mensen bereikte na nauwelijks een maand.

## Klinische vormen
Pest komt in vier types voor: builenpest, longpest, pestsepsis en pestis minor. Tijdens pandemieën kunnen alle vormen naast elkaar voorkomen, maar de meest voorkomende vorm is builenpest. Bij onbehandelde builenpest kan longpest en/of dodelijke bloedvergiftiging ontstaan.

### Builenpest

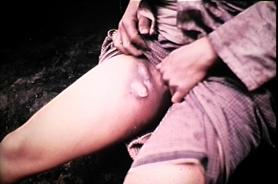
Pestbuilen

De incubatietijd bedraagt enkele uren tot zeven dagen. Daarna krijgt de patiënt koorts, spierpijn, hoofdpijn en een gevoel van vermoeidheid. Binnen 24 uur na de eerste symptomen krijgt de patiënt pijn aan de lymfeklieren in de buurt van de vlooienbeet met vervolgens zeer pijnlijke lymfeklierzwellingen, die kunnen overgaan tot verettering. Als de patiënt niet behandeld wordt kan het hartritme toenemen (tachycardie) en kan de patiënt verward en geagiteerd raken en een delier doormaken.
Builenpest kent een hoge mortaliteit; zonder behandeling overleeft minder dan 40% van de geïnfecteerde personen. De meeste sterfte vindt tussen de derde en vijfde dag na de eerste symptomen plaats. De builenpest is met antibiotica effectief te behandelen indien de behandeling tijdig gestart wordt.

### Longpest
Longpest kan worden overgedragen door het inademen van kleine vochtdruppeltjes die de bacterie bevatten en die verspreid worden door hoesten en/of niezen van een al besmette patiënt. De bacterie Yersinia pestis belandt op die manier direct in de longen. In dat geval spreekt men van primaire longpest.
Als bij een builenpestpatiënt de bacillen via de bloedbaan in de longen terechtkomen, spreekt men van secundaire longpest.
Longpest heeft een zeer korte incubatietijd (3 uur tot 2 à 3 dagen) en verloopt zonder behandeling binnen 48 uur na de eerste symptomen meestal fataal. De eerste symptomen zijn koorts, hevige hoofdpijn, een moeizame ademhaling en hoesten. Door de infectie ontwikkelt zich een longoedeem en de patiënt gaat bloed ophoesten. Doordat het zuurstofgehalte van het bloed afneemt, is er vaak sprake van blauwe verkleuring van de lippen en nagels (cyanose).
Ook deze vorm van pest kan succesvol behandeld worden met antibiotica.

### Pestsepsis
Pestsepsis is het gevolg van besmetting van de bloedbaan door de pestbacterie. Deze besmetting kan rechtstreeks gebeuren door de besmetting van een open wond of optreden als complicatie van de builen- of longpest. De bacteriën verspreiden zich met de bloedstroom door het hele lichaam. De infectie resulteert in koorts, koude rillingen en hoofdpijn. Ook bij deze vorm treden verwardheid en delirium op. De patiënt toont alle symptomen van een zware bloedvergiftiging. In het laatste stadium treden orgaanbloedingen en intracutane bloedingen (purpura, paarse plekken) op, wat de huid van het slachtoffer zwart doet lijken. Dit was waarschijnlijk wat de ziekte de bijnaam zwarte dood opleverde. Deze vorm van de ziekte is bijna altijd dodelijk, tenzij vroegtijdig (binnen 24 uur) antibiotica worden toegediend.

### Pestis minor
Pestis minor is een milde variant van de ziekte, gepaard gaand met een lichte koorts en minder uitgesproken zwelling van de lymfeklieren. De symptomen verdwijnen meestal zonder behandeling na een week. De patiënt heeft hierdoor wel langdurige immuniteit tegen de bacterie opgebouwd en is daardoor beschermd tegen alle vormen van de ziekte.

## Diagnosticering
De diagnose kan gesteld worden door het vaststellen van de aanwezigheid van de pestbacterie in het bloed of ander lichaamsvocht (secreties van de builen of opgehoest vocht). Het Frans-Madagaskisch team rond Suzanne Chanteau van het Institut Pasteur de Madagascar (IPM) heeft in 2003 een test ontworpen waarbij men in 15 minuten de antilichamen die zich ontwikkelen kan aantonen. Voordien duurde het onderzoek veertien dagen.
Bij de 4000 pestgevallen die jaarlijks voorkomen is een snelle diagnose onontbeerlijk voor een succesvolle behandeling.

## Resistentie tegen pest
Mensen van wie het CCR5-gen gemuteerd is, door het ontbreken van 32 basenparen in het DNA, zijn resistent voor hiv. Dit gen wordt CCR5 delta-32 genoemd. Deze mutatie zou ook tegen pest beschermen. Door de pestpandemieën in West-Europa en selectiemechanisme door sterfte zouden West-Europeanen vaker drager zijn van dit gen, waardoor ze meer kans hebben immuun te zijn tegen hiv.
Onderzoekers van het Scripps Research Institute hebben aangetoond dat muizen met het delta-32-gen niet immuun zijn tegen de pest. Zij opperden dat er een andere ziekte in de middeleeuwen was, die ervoor zorgde dat delta-32 meer kans op voortbestaan in de populatie had, waarschijnlijk was deze ziekte de pokken.
Resistentie tegen de pest is onderwerp van onderzoek in de archeogenetica.

## Recent onderzoek
In 2011 werden de resultaten gepubliceerd van een studie die tot doel had de veroorzaker van de drie grote pandemieën, die hieronder worden beschreven, eenduidig vast te stellen, omdat tot op heden de onderzoekers het hierover niet eens konden worden. De meeste microbiologen en epidemiologen zijn de mening toegedaan dat ook de eerste en de tweede pandemie veroorzaakt werden door de Yersinia pestis, die verantwoordelijk was voor de derde pandemie. Hiervoor baseert men zich op DNA-analyses van tandresten van slachtoffers van die vroegere pandemieën, maar ook het antigeen kon geïdentificeerd worden in skeletten uit Frankrijk en Duitsland met immunochromatografie.
Ondanks deze resultaten gaat het debat nog steeds voort. Men baseert zich hierbij op de theorie dat de snelle verspreiding bij de tweede pandemie niet in lijn gebracht kan worden met wat onomstotelijk werd vastgesteld bij de derde pandemie in India, namelijk dat alleen een rattenvlo met een geblokkeerd spijsverteringskanaal een andere gastheer kan infecteren en dat het ongeveer 30 dagen duurt voor die blokkering optreedt.
Niettemin heeft men recenter aangetoond dat overdracht van de bacterie ook kan gebeuren door een beet van een vlo waarvan het spijsverteringskanaal niet geblokkeerd is. Deze studie tracht door een combinatie van DNA-analyse en antigeenanalyse van skeletten uit verschillende plaatsen in Europa deze discussie op te lossen. De studie bevestigt vroeger onderzoek dat de veroorzaker van de zwarte dood Yersinia pestis was, maar er werd vastgesteld dat het genotype van skeletten uit Bergen op Zoom verschillend was van skeletten uit Frankrijk en Engeland die eveneens werden onderzocht. De onderzoekers leidden hier uit af dat de besmetting van Bergen op Zoom niet via Frankrijk of Engeland gebeurde, maar via Amsterdam, Friesland en Noorwegen. Bovendien kon men vaststellen dat de bacterie die de derde pandemie veroorzaakte een afstammeling zou zijn van de bacterie uit Bergen op Zoom. De waarschijnlijkste verklaring voor deze vaststellingen is dat Europa door twee varianten van Yersinia pestis werd besmet, één die oprukte vanuit het zuiden van Europa en de andere die van Noorwegen of de Hanzesteden kwam.

## Onderzoek naar de historische (pest)pandemieën

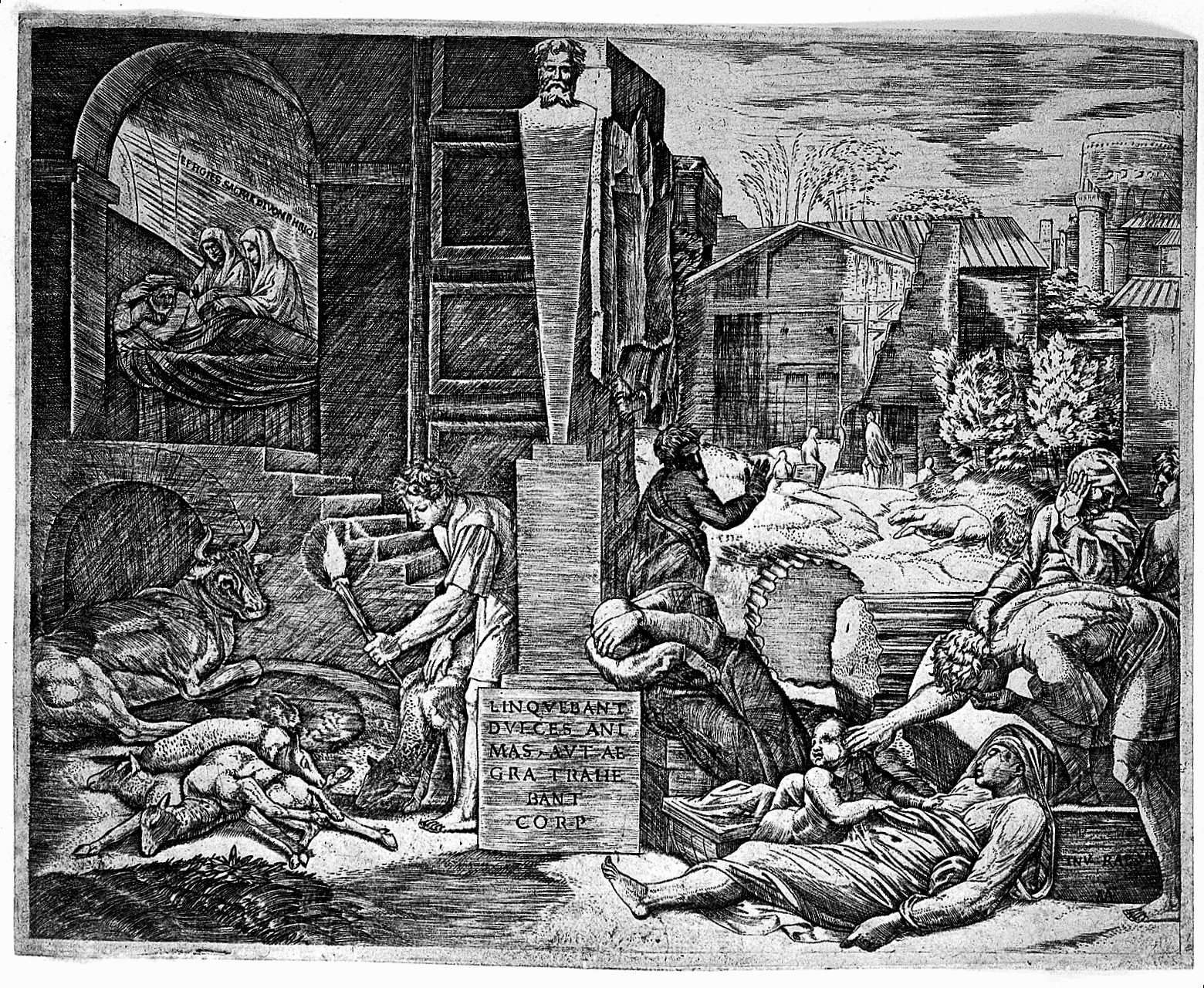
De Pest in Phrygië, door Marcantonio Raimondi, naar Rafaël, 16de eeuw.

Jarenlang heeft men zich de vraag gesteld of de ziektes die pest genoemd werden, en die tot in de 19e eeuw Europa geteisterd hebben, veroorzaakt werden door de Yersinia pestis-bacterie. Critici van deze stelling voerden aan dat de verspreidingssnelheid van de ziekte in het India van vandaag sterk verschillend is met wat wij weten over de ziekte in de middeleeuwen. Slechts door vergelijkende analyses over heel Europa, van de resten van pestslachtoffers uit die tijd, met PCR en immunochromatografie, kon recent vastgesteld worden dat de pestepidemieën die Europa troffen in 1347 door twee varianten van Yersinia pestis veroorzaakt werden, waarvan de gevaarlijkste versie uitgestorven lijkt.

### Historische diagnostiek van ziektes zoals pest
Het woord pest stamt af van het Latijnse pestis dat zoals het Griekse loimós plaag betekent, met als bijbetekenis ongeluk, verderf, verderfelijk persoon of zaak, lijden en hongersnood. Antieke teksten, van het Gilgamesj-epos, de Ilias tot de Bijbel, gebruiken dan ook voor alle grote plagen of epidemieën het woord pest. Veel van de middeleeuwse beschrijvingen van epidemische ziektes kunnen dus even goed over pokken, cholera, mazelen en vlektyfus gegaan zijn als over pest. Ook de beschrijving van Galenus van de Antoninische pest, waarvan ook keizer Marcus Aurelius in 180 n.Chr. het slachtoffer werd, komt beter overeen met de zwarte pokken dan met de builenpest of longpest.
Arabische artsen hebben de pest beschreven als Ta un. Avicenna gaf als voornaamste symptomen het optreden van builen in de schaamstreek, onder de oksels en achter de oren.
Het middeleeuwse beeld en tot aan het begin van de nieuwe Tijd werd volledig bepaald door de leer van de humores, ontwikkeld door Hippocrates en verder uitgebouwd door Claudius Galenus. Zo zegt bijvoorbeeld het boek Epidemieën van het Corpus Hippocraticum dat “De koorts die bij klierknobbels optreedt boosaardig is, maar de builen die door de koorts veroorzaakt worden zijn nog erger als ze tegelijkertijd met het begin van de hitsige koorts verdwijnen”. De vroegere diagnoses gaan uitsluitend uit van uitwendige kenmerken, wat er toe leidde dat totaal verschillende ziektes toch allemaal als pest gediagnosticeerd konden worden, zolang de uiterlijke kenmerken min of meer klopten. Tot de 18e eeuw werd de pest niet als eenduidige ziekte met een eenduidige oorzaak erkend.
Voorbeeld van hoe moeilijk het is om retrospectief diagnoses vast te stellen van een ziekte, is een recent onderzoek van patiënten die als diagnose difterie kregen en in ¼ tot ⅓ van de gevallen was de diagnose foutief op basis van middeleeuwse ziektebeschrijvingen.
Sommige demografische studies naar de pestepidemieën in de middeleeuwen leidden tot de conclusie dat de middeleeuwse pest niet dezelfde ziekte kon zijn als de moderne pest. Deze conclusie steunt op de hypotheses dat pest zich in de middeleeuwen op dezelfde manier verspreid en gedragen had als bij de epidemie in 1890 en dat het middeleeuwse ziektebegrip gelijk is aan het moderne ziektebeeld.
Een goed voorbeeld van verwarring in ziektebeelden is de beschrijving van een pestepidemie in IJsland en Noorwegen in 1378/1379. De Noorse omschrijving was „bolna sott“ of „bólusótt“ in het IJslands en dit werd in de vroege nieuwe tijd als pokken vertaald. Maar de pokken die door variola major veroorzaakt worden, komen in Europa pas voor sinds het begin van de 16e eeuw, nadat de bacterie door frequente contacten met Afrika en China was ingevoerd. Men neemt nu aan dat tot dan in Europa slechts de variant variola minor circuleerde en het orthopoxvirus vaccinia (koepokken). Beide stammen waren veel minder virulent en konden geen dodelijke epidemieën veroorzaken. Artsen van de vroege nieuwe tijd hadden grote moeite met onderscheid te maken tussen pokken, windpokken en mazelen. Anderzijds is het best mogelijk dat ook variola minor in een geïsoleerde en gesloten gemeenschap, met een sterk verspreid levende bevolking, een verhoogde mortaliteit kan gehad hebben omdat de ouders geen immuniteit hadden kunnen opbouwen. Hieruit blijkt duidelijk hoe het moeilijk is de IJslandse annalen te interpreteren. Het beste wat we er kunnen van maken is dat „Bólna sótt“ moet opgevat worden als een ziekte die builen of duidelijke huidletsels veroorzaakte, zo dat zowel pokken, mazelen als pest kunnen bedoeld zijn.
In de zomer van 1652 was er in Kopenhagen een epidemie van een ziekte die door de toenmalige bekende arts Thomas Bartholin Koude koorts werd genoemd. Bartholin en zijn familie werden zelf ook besmet en hij schreef een middel voor dat hij “unicornu groenlandicum” noemde, en ze genazen snel. De ziekte is voor moderne onderzoekers moeilijk te duiden. Sommigen denken aan malaria, maar dat klopt dan weer niet met de beschrijving van Bartholin die zei dat de ziekte zich verder ontwikkelde tot buikloop en dysenterie, wat bij malaria niet het geval is. Het medicijn dat Bartholin voorschreef was waarschijnlijk narwalhoorn en blijkbaar genas Bartholin ervan.
In de 17e eeuw werden ziektes met grote stelligheid gediagnosticeerd, maar die diagnoses zijn naar de huidige stand van zaken in de taxonomie en nosologie zeer twijfelachtig. In veel gevallen is het moeilijk na te gaan of het ziektebeeld of de beschrijving ervan in de loop van de tijd gewijzigd is. De Engelse zweetziekte is daar een voorbeeld van. Ze kwam voor tussen 1481 en 1551 en werd gezien als een specifieke kwaal met klaar afgelijnde symptomen, maar tot op heden heeft men niet kunnen vaststellen over welke ziekte het ging.

### Onderzoek naar DNA van bacteriën van de pestepidemieën
Pas in 2011 kon men met zekerheid vaststellen dat Yersinia pestis de oorzaak geweest was van de pest in de middeleeuwen.
Al daarvoor hadden onderzoekers het DNA van Yersinia pestis teruggevonden bij het onderzoek van tanden uit de 14e eeuw, gevonden in Montpellier, maar andere onderzoekers hadden bij tandonderzoek van materiaal uit dezelfde periode geen DNA kunnen terugvinden. Men moet bij dit onderzoek rekening houden met het feit dat de pestbacil pas in de tandwortel kon geraken als ze opgenomen was in de bloedbaan en als de patiënt na deze bloedvergiftiging nog voldoende lang leefde om toe te laten dat de bacterie zich in het wortelkanaal vestigde. Bij mensen die niet aan de bloedvergiftiging door de pestbacterie waren gestorven kon men de bacterie dus ook niet in het wortelkanaal terugvinden. O. G. Moseng wijst er bovendien op dat de pestbacterie een zeer flexibel organisme is en dat de bacterie dus niet noodzakelijk identiek is in tijd en ruimte. De pestbacterie in de late middeleeuwen was niet noodzakelijk dezelfde bacterie die op het einde van de 19e eeuw in Indië voorkwam.
Een andere methode om Yersinia pestis op te sporen bestaat erin om niet naar de bacterie zelf te zoeken maar naar antilichamen die door de zieke werden aangemaakt. Het voordeel hiervan is dat men niet beperkt is tot tanden, maar de antilichamen in alle stoffelijke resten kan terugvinden. Nadeel is dat opnieuw niet zeker kan vaststellen of de stammen van toen met de huidige kunnen vergeleken worden en de aanwezigheid van antilichamen wil niet zeggen dat de persoon is gestorven aan pest.
Met het eerste grootschalige genoomanalyse van 1000 monsters van Yersinia pestis werd duidelijk dat de eerste pathogene stammen waarschijnlijk in China of Rusland zijn ontstaan en kon men verbanden leggen tussen de verspreiding met de handel langs de zijderoute, de expedities van Zheng He en de derde pandemie van 1894.
In 2011 ten slotte hadden Bos, Schuenemann en anderen de gelegenheid om het genoom te onderzoeken van pestbacillen die afkomstig waren van lijken opgegraven in Londen. Uit vergelijking met andere bekende stammen bleek dat de Londense variant verwant was aan de oudste stammen uit China. Hieruit kan men afleiden dat de middeleeuwse epidemie vanuit Azië naar Europa kwam, maar het betekent ook dat eventueel oudere stammen van vorige epidemieën uitgestorven zouden zijn, want alle nu bekende stammen zijn afkomstig van de bacterie uit de middeleeuwen.

### Historisch onderzoek naar de oorzaak van de pest
In de middeleeuwen en in de nieuwe tijd, tot ver in de 19e eeuw, werd de vraag naar de pestverwekkers niet gesteld. Men was ervan overtuigd dat miasma — kwade ongezonde dampen waaraan het ontstaan van ziektes werd toegeschreven — en bijzondere constellaties van de planeten de oorzaak van de ziekte waren, in zo verre het niet als een straf van God werd gezien.
In 1656 ontdekte Athanasius Kircher dat in het bloed van pestpatiënten kleine levende wezens waren terug te vinden. Wat hij gezien heeft waren geen pestbacillen, de microscopie was in die tijd nog niet voldoende geëvolueerd om dit mogelijk te maken, maar waarschijnlijk leukocyten, maar hij kwam dicht in de buurt. Zijn waarnemingen werden snel bevestigd door andere onderzoekers, zoals Giovanni Borelli die bij pest, pokken en andere ziektes hetzelfde kon vaststellen. Carl Linnaeus stelde dat deze wormpjes, die dikwijls met mijten werden vergeleken, een cyclus van eten, slapen en zich voortplanten hadden, waarmee hij de paroxismale (optredend met aanvallen of opstoten) aard van de ziektes verklaarde. Deze ontdekkingen hadden geen invloed op de praktische behandeling van de ziekten.

### Pest en ratten

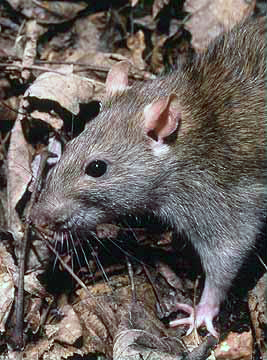
Bruine rat (Rattus norvegicus)

In het algemeen nam men aan dat de bruine rat slechts vrij laat naar Noord-Europa kwam. In Engeland werd ze niet voor 1727 gemeld en in Parijs niet voor 1753, maar men mag niet buiten beschouwing laten dat de taxonomie zich pas in de 18e eeuw begon te ontwikkelen. De naam Rattus rattus voor de zwarte rat of huisrat werd pas in 1758 door Carl Linnaeus toegekend, maar dat betekent natuurlijk niet dat ze voordien niet voorkwamen. Men vermoedde zelfs dat de verspreiding van de bruine rat in Europa het einde van de cycli van pestepidemieën heeft ingeleid, doordat hij de algemeen aanwezige zwarte rat heeft verdrongen. De huisrat leeft meer in huis, ook de klassieke scheepsrat was een zwarte rat, terwijl kelders en riolen de habitat van de bruine rat zijn. Deze thesis is dan ook voor kritiek vatbaar. De historicus Vasold, die zich veel met de problematiek van de pest heeft beziggehouden, schrijft dat de uitbraak van een pestepidemie in Moskou in 1771 samenviel met een periode dat er alleen bruine ratten voorkwamen.
Men heeft dikwijls gesteld dat er in Europa in de middeleeuwen niet voldoende ratten aanwezig waren om de epidemieën te veroorzaken en dat het dus geen pest geweest was maar miltvuur, maar dat wordt tegengesproken door de klimatologische omstandigheden en de snelheid waarmee de ziekte zich verspreidde. In 1941 publiceerden de onderzoekers Blanc en Baltazard van het Pasteur-Instituut een studie over een nieuw verspreidingsmodel van de pestbacil, waarbij de mensenvlo als drager werd gebruikt. Omwille van de oorlogssituatie werd dit onderzoek niet bekend in de Angelsaksische landen waar men zich baseerde op het werk van Fabian Hirst.
De studie van Hirst was gebaseerd op waarnemingen in Colombo in Sri Lanka en studies van na 1934 werden in dit werk grotendeels buiten beschouwing gelaten, maar dit werk werd wel de voornaamste bron van onderzoekers naar alternatieven voor de pestverspreiding zoals Shrewsbury, Twigg, Scott, Duncan en Cohn. Vandaag wordt het noodzakelijke verband tussen pest en ratten niet langer aangenomen.
Vanwege het ontbreken van ratten in tekst en beeldmateriaal uit de middeleeuwen trok David E. Davis de conclusie dat ratten in de middeleeuwen weinig voorkwamen en hoewel hij 15 vondsten van rattenbeenderen uit de 11e tot de 15e eeuw in Engeland kon aantonen, bleef hij erbij dat de ratten onmogelijk verantwoordelijk geweest konden zijn voor de verspreiding van de ziekte. Volgens hem was er pas na 1450 sprake van een voldoend grote rattenpopulatie en hij accepteerde de ratten maar als drager voor de epidemieën van 1666 in Milaan en Londen. Voordien was volgens hem de ziekte overgedragen van mens op mens.
Toch vindt men hier en daar berichten over ratten in middeleeuwse bronnen. Ook Avicenna had al opgemerkt dat de pest werd voorafgegaan door een rattensterfte, maar zonder het verband te leggen. In zijn Quanun al-Tibb schreef hij dat voor pestepidemieën ratten en andere dieren tevoorschijn komen die wel dronken lijken. Gelijkaardige opmerkingen van andere Arabische artsen zijn niet bekend, maar aansluitend op Avicenna zien we een gelijkaardig verhaal bij Johannes Filius Mesué, dat muizen en reptielen zich laten zien en sterven. Een anonieme Italiaanse kroniekschrijver meldt eveneens een rattenplaag bij een pestepidemie in Arsizio tussen Como en Milaan in 1630. De teksten uit de middeleeuwen over dit onderwerp zijn eigenlijk onvoldoende bestudeerd. De pest komt in middeleeuwse geschriften pas na de epidemieën van de 14e eeuw regelmatig aan bod. Merkwaardig is dat het gedrag van de dieren die onder de grond leven zoals muizen, ratten, mollen en slangen niet aan de pest werd toegeschreven maar aan bodemvervuiling. Het gedrag van dieren dat werd gerapporteerd is bovendien voornamelijk van Avicenna gekopieerd en niet van eigen waarneming afkomstig.
Voor het ontstaan en de verbreiding van een pestepidemie moest de rattenpopulatie trouwens niet erg groot zijn en de besmetting hoeft niet telkens van buiten de kolonie te komen. Er waren regelmatig terugkerende pestuitbraken van korte duur. Een periode van enkele jaren met veel sterfte werd meestal gevolgd door een relatief lange pestvrije periode. Om dit te beschrijven werd het begrip metapopulatie ingevoerd. Een metapopulatie is een groep van rattenkolonies die met elkaar in verbinding staan, bijvoorbeeld in een dichtbevolkte stad kan men voor gans de stad van een metapopulatie spreken. Wiskundige modellen tonen aan dat de pest onder ratten jarenlang aanwezig kan blijven, tot een infectieniveau bereikt wordt waar de rattenpopulatie zich niet voldoende snel kan reproduceren en de rattenvlooien gaan uitzwermen naar mensen en zo een pestepidemie in gang zetten. Builenpest kon dus in een relatief kleine rattenpopulatie lange tijd overleven, een metapopulatie van 50.000 ratten kan jarenlang een pestreservoir vormen, ook als afzonderlijke kolonies ondertussen uitsterven. Volgens de modellen is 6000 ratten per vierkante kilometer voldoende. Havensteden waren dus voorbestemd pestreservoirs te vormen en met de scheepsvracht de ratten gemakkelijk over grote afstanden te verspreiden.
Recent archeologisch onderzoek leidde tot nieuwe inzichten: uit 143 vondsten uit de periode tussen de 9e en de 15e eeuw bleek dat er vele grote rattenpopulaties bestonden. Bij de helft van de vondsten ging het om 9 ratten per vondst en 20% van de plaatsen vertoonde een populatie van tien of meer ratten. Twaalf van de belangrijkste populaties stammen uit de dertiende eeuw en later. Op grond van deze resultaten kan men aannemen dat de pest in de late middeleeuwen en in de vroege Nieuwe Tijd wel degelijk van rattenpopulaties uitging. Aangezien ratten zich zelden over meer dan een paar honderd meter verplaatsen, moet men aannemen dat de ziekte zich met het goederentransport heeft verspreid.
In 2015 werd geopperd dat mogelijk ook gerbils uit Centraal-Azië een rol speelden bij de verspreiding van de pestbacterie. In goede jaren voor gerbils deden ook de met de bacterie besmette vlooien van deze knaagdieren het goed. Uit het onderzoek blijkt dat enkele jaren na die goede periodes voor gerbils de pest opdook in Europese havensteden, mogelijk via de zijderoute, en zich zo kon verspreiden over het continent.

### Soorten vlooien
Bij opgravingen uit de periode van de vroege steentijd tot de zestiende eeuw werden vooral mensenvlooien gevonden. Hondenvlooien en kattenvlooien werden ook aangetroffen en enkele exemplaren van de rattenvlo in vondsten uit de Romeinse tijd. De rattenvlo (Xenopsylla cheopis), die voor de pestepidemie in de 19e eeuw in India verantwoordelijk was, werd nergens aangetroffen. Op basis hiervan sluiten sommige onderzoekers de rattenvlo uit als de verspreider van de epidemie in de middeleeuwen en zijn ze geneigd aan te nemen dat de zeer veel voorkomende mensenvlo hiervoor verantwoordelijk was. Dit kadert met recent onderzoek, maar het blijft een omstreden stelling.

## Grote (pest)pandemieën in de geschiedenis
Westerse geschiedschrijvers zien drie grote pandemieën van de pest, waarvan de tweede pandemie begon met de Zwarte Dood in de 14e eeuw. Islamitische geschiedschrijvers beschreven de Zwarte Dood als een zesde pestepidemie in een reeks die begon met de pest van Sheroe (627-628). Vervolgens kwamen de pest van Amwas (638-639), de hevige pest (688-689), de pest van de maagden (706) en de pest van de aanzienlijken (716-717).

### Oudheid
De meeste onderzoekers gaan er tegenwoordig van uit dat het bij de epidemieën die in de Oudheid de gebieden rond de Middellandse Zee getroffen hebben voor 541, niet om de pest ging, hoewel enkelen het mogelijk achten dat de ziekte ook daarvoor al gelokaliseerd voorkwam. In 2011 kon men voor het eerst het genoom van een pestverwekker uit 1349 volledig reconstrueren. De genetische informatie die men bekwam uit onderzoek van menselijke resten van een pestkerkhof in Londen toonde dat deze middeleeuwse variant van de bacterie de voorloper was van alle nog bestaande varianten. De geleerden besluiten daaruit dat de oorsprong van de pest in Oost-Azië lag in de dertiende of veertiende eeuw. 

#### Griekenland, Athene 430-426 v. Chr.

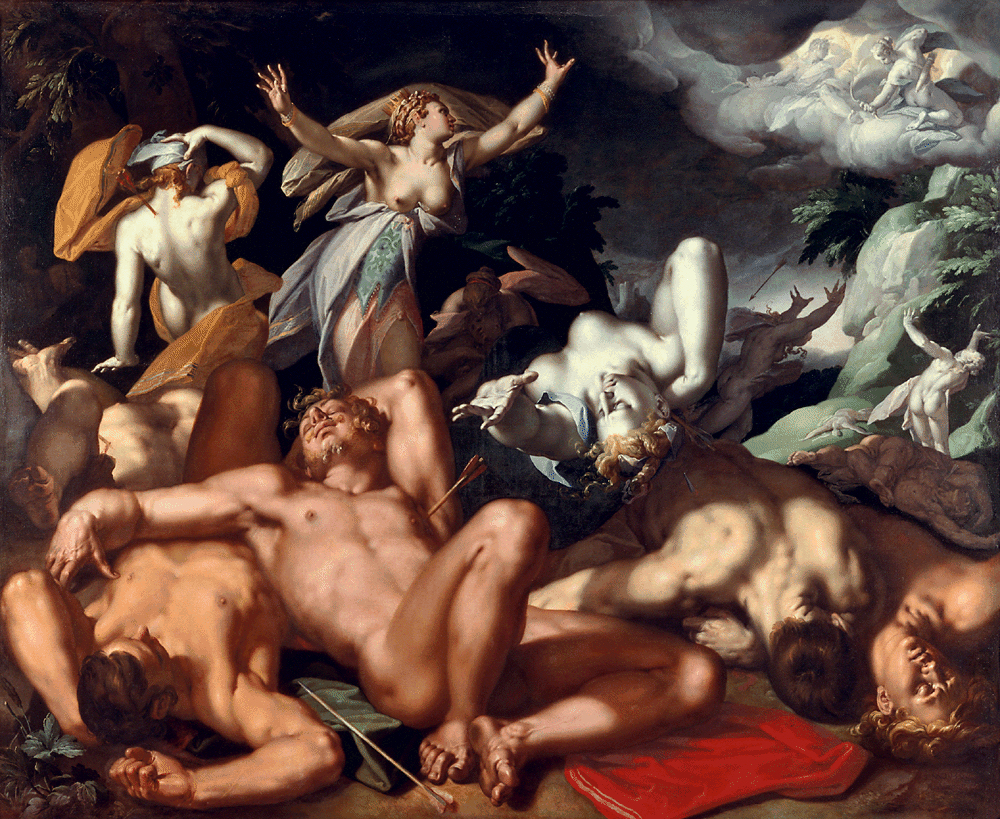
Apollo en Artemis schieten pestpijlen naar de kinderen van Niobe. Abraham Bloemaert.

In de Griekse mythologie werd de pest veroorzaakt door pestpijlen afgeschoten door de goden. Zo veroorzaakte Apollo de pest in het Griekse legerkamp voor Troje. Het verband tussen pijlen en pest leidde er trouwens toe dat de heilige Sebastiaan een van de zes pestheiligen werd.
De epidemie die in Athene woedde van 430 tot 426 v.Chr. wordt al vele jaren bestudeerd en becommentarieerd. Van deze zogenoemde Attische plaag of de pest van Thucydides werd lang aangenomen dat het om pest of pokken ging, maar later werd dat sterk betwijfeld omdat Thucydides de typische symptomen van de ziekte, zoals builen en zwarte vlekken, niet beschreef. De karakteristieken die hij wel noemde kan men niet aan toeschrijven aan een gekende ziekte.
Wat de oorzaak ook was, de epidemie leidde tot een dramatische terugloop van de bevolking en een volledige ineenstorting van het sociale en economische verband en van de militaire slagkracht van de stad.

#### Tijdens het Romeinse rijk
Het Romeinse Rijk werd verschillende keren door grote plagen getroffen.
De eerste was de pest van Antoninus (165-180) ten tijde van keizer Marcus Aurelius (165-180 n.Chr.). De epidemie verspreidde zich door de terugkeer na 165 van legionairs die gevochten hadden in de oorlog tegen de Parthen. Waarschijnlijk was het bij deze epidemie niet de pest maar pokken of een virulente stam van mazelen. Alleszins waren de gevolgen dramatisch, de historicus Cassius Dio had het over 2000 doden per dag in Rome, en de ziekte breidde zich over gans het rijk uit. De epidemie duurde tot 189 en nam daarna vrij snel af.
Een andere belangrijke epidemie is bekend als de pest van Cyprianus (240-270), beschreven door bisschop Cyprianus van Carthago in het jaar 252; ook dit was waarschijnlijk geen pest, maar een uitbraak van shigella dysenteriae.

### Eerste pandemie
De pest van Justinianus (541-543 na Christus) is waarschijnlijk de eerste pestpandemie die de wereld trof. Ze brak uit tijdens de regering van keizer Justinianus I in 542 in Constantinopel en droeg waarschijnlijk bij tot het mislukken van de Restauratio imperii. De meeste onderzoekers zijn het erover eens dat het een pestepidemie was, of dat de pest mee aan de basis van de pandemie lag. Dit moet de eerste keer geweest zijn dat de ziekte in Europa voorkwam. Een tweede opstoot brak uit in Egypte in 541 en verspreidde zich razendsnel over het ganse rijk tot in Ierland toe. Er bestaat geen consensus over de vraag of de ziekte haar weg had gevonden uit India, zoals men vroeger altijd aannam, of uit Afrika via de Nijl en Egypte. Op basis van beschrijvingen van de Griekse historicus Procopius en van DNA-onderzoek op resten uit graven uit de zesde eeuw is men er vrij zeker van dat het inderdaad builenpest was die toen woedde. Volgens Procopius stierf in de jaren 541 en 542 een vierde van de inwoners van Constantinopel. In 544 liet Justinianus, die zelf getroffen was geweest door de ziekte maar hersteld, het einde van de epidemie afkondigen, maar in 557 en in 570 stak de ziekte weer de kop op. Ze zou tot het midden van de zevende eeuw in een ongeveer twaalfjarige cyclus uitbreken. Ook Perzië was volgens Procopius sterk door de pandemie getroffen.
Sommige geleerden veronderstellen dat onder de invloed van de bevolkingsafname in het Byzantijnse en het Perzische Rijk een geopolitiek machtsvacuüm ontstond in de landen om de Middellandse Zee en het Nabije Oosten. Anderen benadrukken dat hiervoor geen enkel historisch bewijs voorhanden is. In 636 verloren de Byzantijnen in de slag bij de Jarmuk van de Arabieren en in 638 verloor het Perzische Rijk de slag bij al-Qādisiyyah (Kadesia) van het Kalifaat van de Rashidun. Het gevolg daarvan was dat Mesopotamië in handen van de Arabische moslims kwam. Men vermoedde lange tijd dat de pestpandemie een van de oorzaken was van deze gebeurtenissen, maar dat is moeilijk te bewijzen en de meeste historici gingen er later van uit dat vooral de jarenlange oorlogen tussen Byzantijnen en de Perzen na 540 de kracht van beide wereldrijken uitputte en op die manier aan de basis lagen van de Arabische expansie. Het is een feit dat ook aan Arabische kant veel manschappen ten offer vielen aan de pest. Een pestepidemie in Syrië zou 25.000 slachtoffers hebben gemaakt in het leger van de moslims. Het aantal slachtoffers in het Byzantijnse Rijk rijk en in het Perzische Rijk was echter waarschijnlijk veel groter dan bij de Arabieren, gezien de totaal verschillende vormen van bewoning en vestiging bij de Arabieren.
In 746 brak er nog een epidemie uit in Constantinopel, maar vanaf 770 verdwijnt de pest om gedurende bijna 600 jaar niet meer voor te komen in Europa en het gebied rond de Middellandse Zee. De reden hiervoor is al lang een onderwerp van studie en allerlei hypotheses werden hierover geformuleerd. Het enige feit dat men met zekerheid weet is dat sinds 630 de zeestraat Bab el Mandeb, de verbinding tussen de Rode Zee en de Indische Oceaan onder muzelmanse heerschappij was gekomen en dat daarmee de directe verbindingsweg over zee met Azië was afgesloten. Of dit inderdaad heeft bijgedragen tot het verdwijnen van de pest in de late achtste eeuw blijft een vraag.

### Tweede pandemie
Volgens sommige hypotheses leidden de invallen van de Mongolen aan het einde van de 13e eeuw een nieuw tijdperk van directe en intensieve handelscontacten tussen Europa en Azië in. Hierdoor kwamen de pestbacteriën die voorkwamen in de in het wild levende knaagdieren in Azië opnieuw in Europa terecht.

#### Middeleeuwen, de Zwarte Dood (1346-1351)

Begrafenis van pestslachtoffers te Doornik. (Kroniek van Gilles Li Muisis (1272-1352))

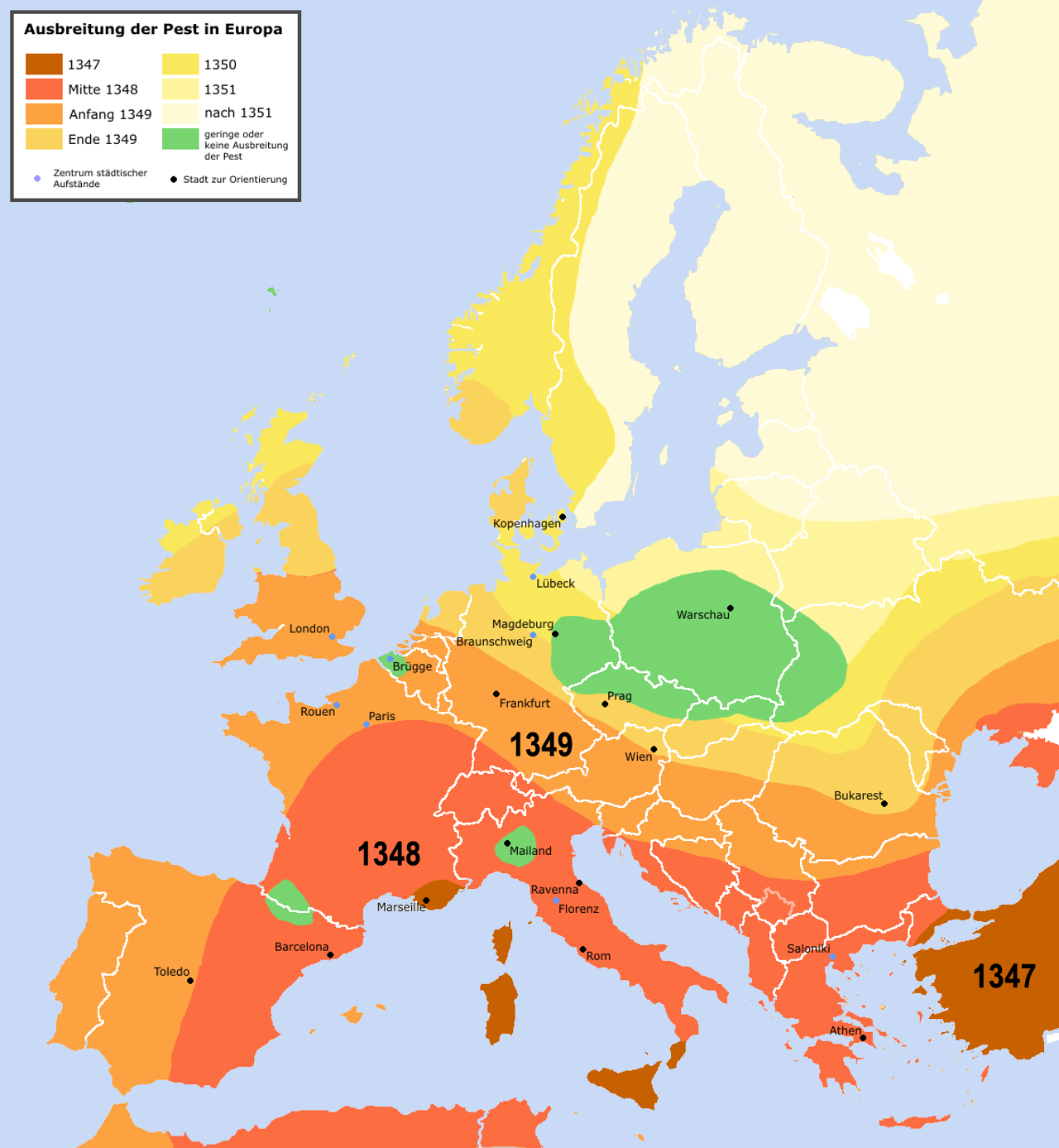
Uitbreiding van de pandemie in Europa tussen 1347 en 1351

Vanaf het midden van de veertiende eeuw werd de bevolking in Europa gedecimeerd door een pandemie die men ook wel de 'Zwarte Dood' noemde. De toen heersende ziekte wordt als een variant van de pest beschouwd en het was de eerste uitbraak van de ziekte sinds de achtste eeuw. De ziekte breidde zich uit tot Noorwegen en IJsland. Dat het inderdaad om Yersinia pestis ging werd in 2011 vastgesteld.
In 1338-1339 brak de pest uit in de christelijke gemeenschap van de Assyrische kerk aan het Ysikköl meer in het huidige Kirgizië. In 1345 had de ziekte Sarai bereikt aan de benedenloop van de Wolga en dook ze op in de Krim. In 1346 duikt de pest op in Astrachan en in 1347 werd Constantinopel getroffen. In 1346 zijn er ook gevallen in Kaffa, een Genuees handelskantoor aan de Zwarte Zee. De ziekte zou in Kaffa terechtgekomen zijn toen de Mongolen die de stad belegerden en getroffen waren door de pest, honderden lijken van pestslachtoffers met katapulten in de stad schoten en zo de inwoners van de stad besmetten. De overlevenden van Kaffa zouden met schepen de stad ontvlucht zijn. Dit zou blijken uit een verhaal geschreven door Gabriele de Mussi, een notaris in Piacenza in 1348. De ziekte zou dus door Genuese schepen in 1347 binnengebracht zijn in Europa.
De Genuese vloot besmette eerst Messina in Sicilië. Van Genua verspreidde de ziekte zich via het uitgebreide handelsnetwerk razendsnel in het Middellandse Zeebekken en daarna door Europa. Marseille volgde in november 1347, Carcassonne in begin 1348 en Parijs in de lente van dat jaar. De ziekte bereikte later dat jaar ook Duitsland, de Nederlanden en Engeland.
In 1349 dook ze op in Noorwegen, Zweden en Ierland, Oost-Europa volgt in 1350 en Rusland in 1351.
Volgens sommigen maakte deze pandemie wereldwijd rond de 75 miljoen doden en in Europa zouden er tussen 25 en 50 miljoen doden gevallen zijn, hoewel die globale cijfers uiteraard moeilijk te controleren zijn. Andere bronnen spreken van 20 miljoen mensen in Europa en 40 miljoen wereldwijd. In eigentijdse bronnen kan men cijfers terugvinden over bepaalde bevolkingsgroepen en gemeenschappen, die dikwijls spreken over sterftecijfers tussen de 20 en 100%, de sterfte moet dus wel zeer aanzienlijk geweest zijn, hoewel sommigen het niet kunnen nalaten te overdrijven: volgens de kronieken zouden in Avignon beduidend meer mensen gestorven zijn dan er woonden. De eerste uitbraak van de pest eindigde in 1353.

#### Straf van God

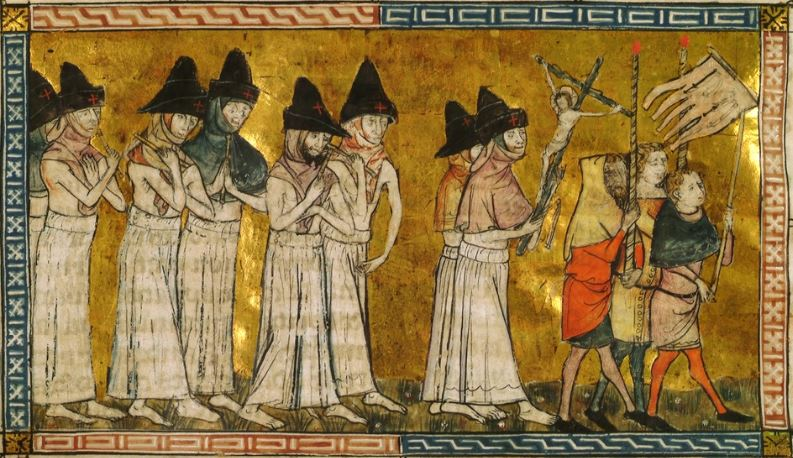
Flagellantenprocessie in Doornik, miniatuur uit de kroniek van Aegidius Li Muisis, 1349

De pest werd gezien als een straf van God voor de zondige mensheid en dat leidde ertoe dat men het eerder lijdzaam onderging en geen of weinig pogingen deed om aan de oprukkende pest te ontkomen. In plaats daarvan ging men boete doen om God te verzoenen en de pestheiligen aanroepen, het leidde tot een heropflakkering van de processies van flagellanten.
Men realiseerde zich niet dat bijeenkomsten zoals misvieringen en processies de uitbreiding van de ziekte bevorderden en het zou tot in 1498 duren voor men in Venetië alle vieringen, processies, markten en alles wat een volkstoeloop veroorzaakte zou verbieden.

#### Jodenvervolging

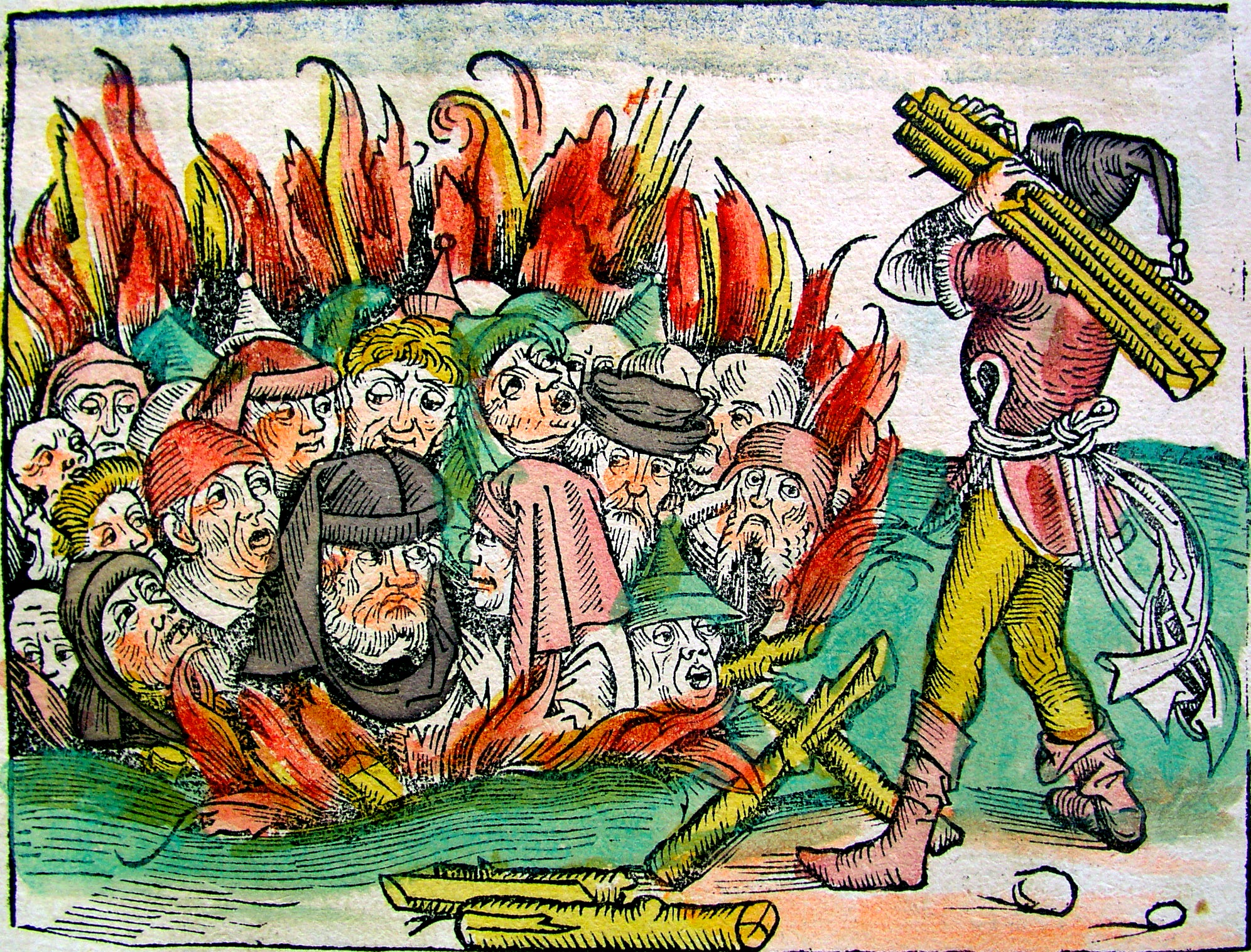
Kroniek van Neurenberg 1493, het verbranden van Joden

Zoals vaker gebeurt bij grote rampen en onheil ging men op zoek naar verantwoordelijken. Zo werden onder meer de Joden beschuldigd van het vergiftigen van waterputten en bronnen en het mengen van een verdachte stof in het eten. 
Men zag dat ook de Joden getroffen werden door de ziekte en als dit niet of minder het geval was, dan had men zeker niet het inzicht om dit te koppelen aan andere leef- en voedingsgewoonten en aan een betere hygiëne.
Balavignus, een Joodse arts in Straatsburg, gaf in 1348 bevel om de hele Joodse wijk schoon te maken en al het afval te verbranden. Hij voerde alles uit wat volgens de reinigingswetten van het boek Leviticus, het derde boek van de Hebreeuwse Bijbel, gedaan moest worden. Als gevolg van deze complete reiniging verdwenen de ratten en vlooien naar omliggende wijken en steden. Het resultaat was dat in de wijk van Balavignus slechts 5% van de bevolking slachtoffer werd van de zwarte dood. In plaats van dat men de maatregelen van Balavignus overnam, klaagde men hem aan als een van de hoofdverantwoordelijken voor de verspreiding van de pest in Europa. Door foltering werd hij gedwongen een valse getuigenis over zichzelf af te leggen waarin hij verklaarde dat hij had meegeholpen aan het vergiftigen van de waterputten van de christenen, met als resultaat dat de gehele Joodse bevolking van Straatsburg werd uitgemoord.
De pestpandemie zou op die manier leiden tot uitbarstingen van Jodenvervolging in heel Europa. Er waren altijd al pogroms geweest tijdens de middeleeuwen, maar het aantal steeg enorm. Het begon in 1348 in Zuid-Frankrijk en Spanje. Het fenomeen verspreidde zich zeer snel over Europa met tienduizenden Joodse slachtoffers tot gevolg. In de steden Bazel, Frankfurt, Straatsburg en Keulen werd de totale Joodse bevolking uitgemoord.

#### Miasmen
Aan de wetenschappelijke kant was er weinig kennis over de ziekte en de verspreiding ervan. Men dacht aan miasmen, slecht riekende winden die de ziekte zouden verspreiden. In de straten brandde men tonnen met pek en soms ook kruiden. De rook moest de besmette lucht verdrijven.
Vanaf de 16e eeuw verschijnen er zogenoemde pesthuizen, waar pestlijders werden ondergebracht, vaak samen met leprozen en dollen (krankzinnigen). Een pestmeester droeg een lange jas en een masker dat leek op een pinguïnsnavel. Dit masker was gevuld met kruiden (onder andere jeneverbessen en boerenwormkruid) om de kwade dampen tegen te gaan. Veel toegepaste behandelingen bij pestlijders waren zweetkuren, aderlatingen, klisteren en het uitsnijden van pestbuilen. Deze middelen haalden niets uit: het ging immers om een bacterie waar alleen antibiotica tegen geholpen zouden hebben. Sterker nog, het uitsnijden van pestbuilen kon ertoe leiden dat anderen besmet raakten via besmette oppervlakken of ingedroogde aerosole deeltjes, omdat in een pestbuil de concentratie pestbacillen het hoogst is.
Aan de universiteit van Parijs waar een onderzoek gevoerd werd in opdracht van koning Filips VI kwam men in 1348 tot de conclusie dat de ziekte veroorzaakt werd door een ongunstige constellatie van Saturnus, Mars en Jupiter.

#### Behandeling
Hoewel artsen en bestuur machteloos waren, kondigde men wel voortdurend maatregelen af. Deze waren gebaseerd op verkeerde veronderstellingen, maar dat zou pas achteraf blijken. Zo moest in Amsterdam in 1534 aan elk huis waar iemand aan de pest overleden was, zes weken lang een bos stro worden gehangen. Op die manier konden voorbijgangers zien dat in dat huis pest heerste en het huis mijden.
In 1602 werden pruimen, spinazie en komkommers verboden net als het bewaren van de bladeren van wortels en radijzen, omdat men dacht dat de besmetting daarop het meest hechtte. Ook het al eerder genoemde branden van pek en kruiden en het branden van zwavel in een vuurkorf had geen enkele zin.

#### Uitbraken in de 15e tot 18e eeuw
Na de pandemie van 1347-1353 dook de pest enkele jaren later hier en daar weer op, maar eerder als een endemische ziekte in verschillende gebieden in Europa. In de meeste steden deed de pest zich om de zes tot twaalf jaar voor. Na 1480 kwamen de pestuitbraken minder frequent voor, eens om de vijftien tot twintig jaar. Bijzonder zware epidemieën waren er nog:
- in 1563-1569, 1629-1644, 1663-1664, pestepidemie in Amsterdam
- in 1575-1577, pestepidemie in Noord-Italië (1575-1577)
- in 1629-1631, pestepidemie in Milaan (1630)
- in 1656-1657, pestepidemie in Napels (1656)
- in 1665-1666, pestepidemie in Londen, de laatste grote pestuitbraak in Engeland
- in 1665 in Marseille
- en 1720-1722, pestepidemie in Marseille (1720)

De gevaarlijkste pesthaard in de late middeleeuwen was Constantinopel, dat het “Rattenkoninkrijk” werd genoemd.
De pest bleef nog meer dan 300 jaar actief in Europa. De laatste grote uitbraak in West-Europa vond plaats in 1720 in Marseille. In 1738 was er nog een epidemie in Oost-Europa en de ziekte verdween pas uit Europa na een laatste heropflakkering in Rusland van 1770-1773.

#### Medische studies in de Nieuwe Tijd
De eerste die de miasmatheorie in twijfel stelde was de Italiaanse arts Girolamo Fracastoro (1476 à 1478 - 1553). Hij stelde dat kiemen verantwoordelijk waren voor de overdracht van de pest. Ook maakte Fracastoro een duidelijk onderscheid tussen pest, pokken en tyfus, maar het duurde zeer lang voor hij hierin gevolgd werd.

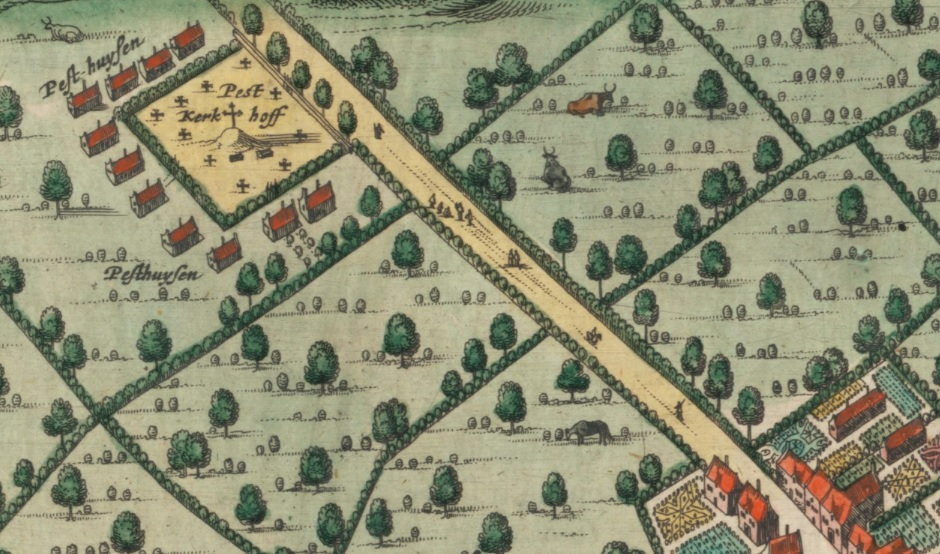
Pesthuizen en pestkerkhof in Steenvoorde in de eerste helft van de 17e eeuw (afbeelding uit Flandria Illustrata -1641)

Ambroise Paré (1510-1590) rapporteerde voor het eerst het samengaan van een massieve rattenplaag met een daarop volgende pestuitbraak, maar ook zijn vermoedens werden veronachtzaamd.
De eerste medische verhandeling over de pest werd in 1568 gepubliceerd door Johannes Pistorius de Jongere uit Nidda in Hessen, onder de titel De vera curandae pestis ratione ("Over de goede manier om pest te behandelen"). Christoph Schorer uit Memmingen publiceerde in 1666 handboeken in het Duits, die het voorkomen van de pest behandelden. Er waren geen werkzame therapieën. Men schreef voor om de patiënten met azijn te wassen en op de gezwellen bracht men zalfjes aan om ze te laten “rijpen”. Daarna werden ze opengesneden om de etter te verwijderen. Na de dood van de patiënt werden zijn kleren en soms het huis verbrand. Men ging ook over tot het isoleren van de zieken, maar dat isoleerde niet de ratten en de vlooien.

### Derde Pandemie
De derde pestpandemie begon in 1855 in de provincie Yunnan in China, waarschijnlijk door besmetting via wilde knaagdieren. Toen in 1850 een moslimrebellie uitbrak in de provincie werd de ziekte met de vluchtelingen mee naar het zuiden genomen en bereikte belangrijke zeehavens zoals Pakhoi in 1882 en Kanton en Hongkong in 1894.
Van daar verspreidde de ziekte zich naar Indiase steden zoals Bombay in 1896. Van daar trok de pandemie verder door de wereld. In 1899 werd Madagaskar getroffen, het eiland had daarvoor nooit pest gekend, maar is sindsdien een broeihaard voor de bacil gebleven. In datzelfde jaar werd Zuid-Amerika bereikt, waar de ziekte zou blijven opduiken tot ver in de twintigste eeuw. San Francisco was in 1899 aan de beurt en ook in de VS blijft de ziekte tot op vandaag opduiken.
Deze pandemie kostte alleen al in China en India meer dan twaalf miljoen mensenlevens en ze verspreidde zich over alle bewoonde continenten. Het is tijdens deze uitbraak van de ziekte dat de pestverwekker in 1894 in Hongkong ontdekt kon worden door de Frans-Zwitserse arts Alexandre Yersin.

#### Nasleep in de Moderne tijd
In de nasleep van de pandemie van de 19e eeuw waren er in het begin van de twintigste eeuw nog twee epidemieën van longpest in Mantsjoerije, waarbij de uitbraak van 1910/1911 nog 60.000 mensenlevens eiste. De epidemie was het gevolg van een prijsstijging van de pels van de marmot met 400%. Deze pelzen werden gebruikt als vervanging van sabelbont. De ervaren jagers bejoegen geen zieke dieren en het eten van het vet van de oksels was taboe. De prijsstijging van het bont lokte een massa onervaren Chinese jagers aan, die ook de zieke dieren ving en voor wie bovendien het okselvet een delicatesse was. De ziekte verspreidde zich van het jachtgebied tot aan de terminus van de Trans-Mantsjoerische spoorlijn en volgde vandaar het spoor over een afstand van 2.700 km. De epidemie duurde zeven maanden.
In de Tweede Wereldoorlog heeft het Japanse leger de pest als een biologisch wapen gebruikt. In Mantsjoerije werden burgers en krijgsgevangenen opzettelijk met de ziekte geïnfecteerd. De effecten werden bestudeerd en de slachtoffers werden soms bij bewustzijn ontleed. Ook werden besmette vlooien onder de Chinezen verspreid. Uiteindelijk zouden hierdoor ongeveer 200.000 Chinezen aan de ziekte overlijden.
Ook daarna waren er nog opstoten van de ziekte. In Hawaï bleef de pest endemisch aanwezig en hier was de ziekte pas uitgeroeid in 1959.
De laatste grote uitbraak die in verband gebracht wordt met de derde pandemie vond in 1945 plaats in Peru en Argentinië. Deze uitbraak werd bezworen door het massaal sproeien van DDT. Sindsdien zijn er nog uitbraken van betekenis geweest in Afrika, Indonesië, Zuid-Amerika en Vietnam. De derde pandemie werd officieel als beëindigd beschouwd door de WHO in 1959 toen wereldwijd slechts 200 gevallen werden gerapporteerd.

### Bekende slachtoffers
De pest maakte vele miljoenen slachtoffers in de geschiedenis. Een aantal beroemde slachtoffers van de pest of van een ziekte die pest werd genoemd kan men terugvinden in de onderstaande lijst.
- Perikles, Atheens staatsman en veldheer, overleed 429 v.Chr.
- Marcus Aurelius, Romeins keizer, overleed 180 in Vindobona (Wenen)[80]
- Claudius Gothicus, Romeins keizer, overleed 270, slachtoffer van de pest van Cyprianus.[81]
- Pelagius II, paus, overleed 590
- Abu Ubayda ibn al-Jarrah was de tiende bekeerling die door toedoen van Aboe Bakr tot de islam was overgegaan en deelnam aan alle oorlogen van de moslims, overleed ca. 639
- Paus Agatho, overleed 681
- Adhemar van Monteil leider Eerste kruistocht, overleed 1098 in Antiochië
- Godfried van Bouillon, hertog van Neder-Lotharingen en koning van Jeruzalem † 1100 in Jeruzalem[82]
- Hendrik I van Nassau, overleden in 1167 in Rome, eerste man die zich graaf van Nassau noemde,
- Frederik VI, hertog van Zwaben, overleed 1191 in Akko[83]
- Albrecht IV van Habsburg, overleden 1239 tijdens de belegering van Asjkelon
- Lodewijk IX van Frankrijk, koning van Frankrijk, overleed 25 augustus 1270 tijdens het beleg van Tunis. Volgens sommigen stierf hij aan de pest, volgens anderen was het aan tyfus, nog anderen spreken van dysenterie.
- Alfons van Brienne, overleden in 1270 tijdens beleg van Tunis, zoon van koning van Jeruzalem Jan van Brienne
- Hugo XII van Lusignan, overleden in 1270 tijdens beleg van Tunis,
- Gwijde van Namen, overleden 1311 in Pavia
- Johan van Hessen, overleden 1311 in Kassel, landgraaf van Hessen
- Willem van Ockham, Engels filosoof die geldt als een voorloper van de moderne filosofie, overleed 1347 in München
- Eleonora van Portugal, Portugese prinses en koningin van Aragón, overleed 1348 in Jérica
- Ambrogio Lorenzetti, Sienees kunstschilder, overleed 1348
- Pietro Lorenzetti, Sienees kunstschilder, broer van Ambrogio, overleed 1348
- Ferrer Bassa en Arnau Bassa, vader en zoon, Catalaanse kunstschilders, overleden 1348
- Johanna van Engeland † 1348, dochter van koning Eduard III van Engeland, stierf in de omgeving van Bordeaux tijdens haar reis naar Castilië, waar ze in het huwelijk zou treden met Peter I van Castilië.
- Isabella van Frankrijk, dochter van Filips V van Frankrijk, overleed 1348
- Johanna van Bourgondië, koningin en regentes van Frankrijk, overleed 1349
- Thomas Bradwardine, Engels wiskundige, filosoof en theoloog, aartsbisschop van Canterbury, overleed 1349 in Londen
- Catherina van Habsburg, overleed in 1349, moeder van Engelram VII van Coucy, dochter van Leopold I van Habsburg
- Bonne van Luxemburg, eerste echtgenote van Jan II van Frankrijk, overleed 1349 in Saint-Ouen-l'Aumône, een jaar voor de kroning van haar echtgenoot als koning van Frankrijk.
- Alfons XI van Castilië, koning van Castilië en León, overleed 1350 tijdens het beleg van Gibraltar
- Lodewijk van Sicilië, oudste zoon van koning Peter II van Sicilië en van Elisabeth van Karinthië, overleed 1355 in Aci Castello
- Erik XII van Zweden, medekoning van Zweden en zijn vrouw Beatrix van Beieren overleden in 1359
- Fortanerius van Vassal, aartsbisschop van Ravenna, overleden in 1361 in Pavia
- Johanna I van Auvergne, tweede echtgenote van koning Jan II van Frankrijk, overleden 1369 in Vadans (Jura)
- Blanche van Lancaster, moeder van Hendrik IV van Lancaster. Men neemt meestal aan dat ze in 1369 in Bolingbroke, Lincolnshire[84] stierf aan de pest, hoewel ook andere versies de ronde doen.[85]
- Amadeus VI van Savoye overleed 1383 in Campobasso, graaf
- Geert Grote, Nederlands theoloog, schrijver, kloosterhervormer en boeteprediker binnen de katholieke Kerk, overleed 1384 in Deventer
- Engelbert III van der Mark, graaf, overleden 1391 in Wetter (Ruhr)
- Anna van Bohemen, echtgenote van Richard II van Engeland, overleed 1394 in Londen
- Hendrik van Marle overleed 1397 in Treviso Republiek Venetië, getrouwd met Maria van Coucy
- Margaretha I van Denemarken, koningin van Denemarken, Noorwegen en Zweden en grondlegger van de Unie van Kalmar, overleed 1412 in Flensburg
- Filippa van Lancaster, dochter van Jan van Gent en Blanche van Lancaster, huwde met Johan I, overleed 1412 in Odivelas
- Gebroeders Van Limburg Paul, Herman en Johan, drie belangrijke miniaturisten, overleden waarschijnlijk aan de pest tijdens de epidemie die Bourges in 1416 teisterde.
- Jan Žižka, Hussietenleider, overleed 1424 tijdens de belegering van de burcht Přibyslav
- Edmund Mortimer, regent van Engeland, overleden 1425 in Trim Ierland
- Eduard van Portugal, koning van Portugal, overleed 1438 in Tomar
- Maria van Valois dochter van koning Karel VI van Frankrijk in 1438
- Lodewijk I van Württemberg-Urach, graaf van Württemberg, overleed 1450
- Hendrik XVI van Beieren, overleed 1450
- Katarina Karlsdotter, tweede vrouw van Karel VIII van Zweden, overleed 1450 in Stockholm
- Barbara van Celje, vrouw van Sigismund van Hongarije, overleed 1451

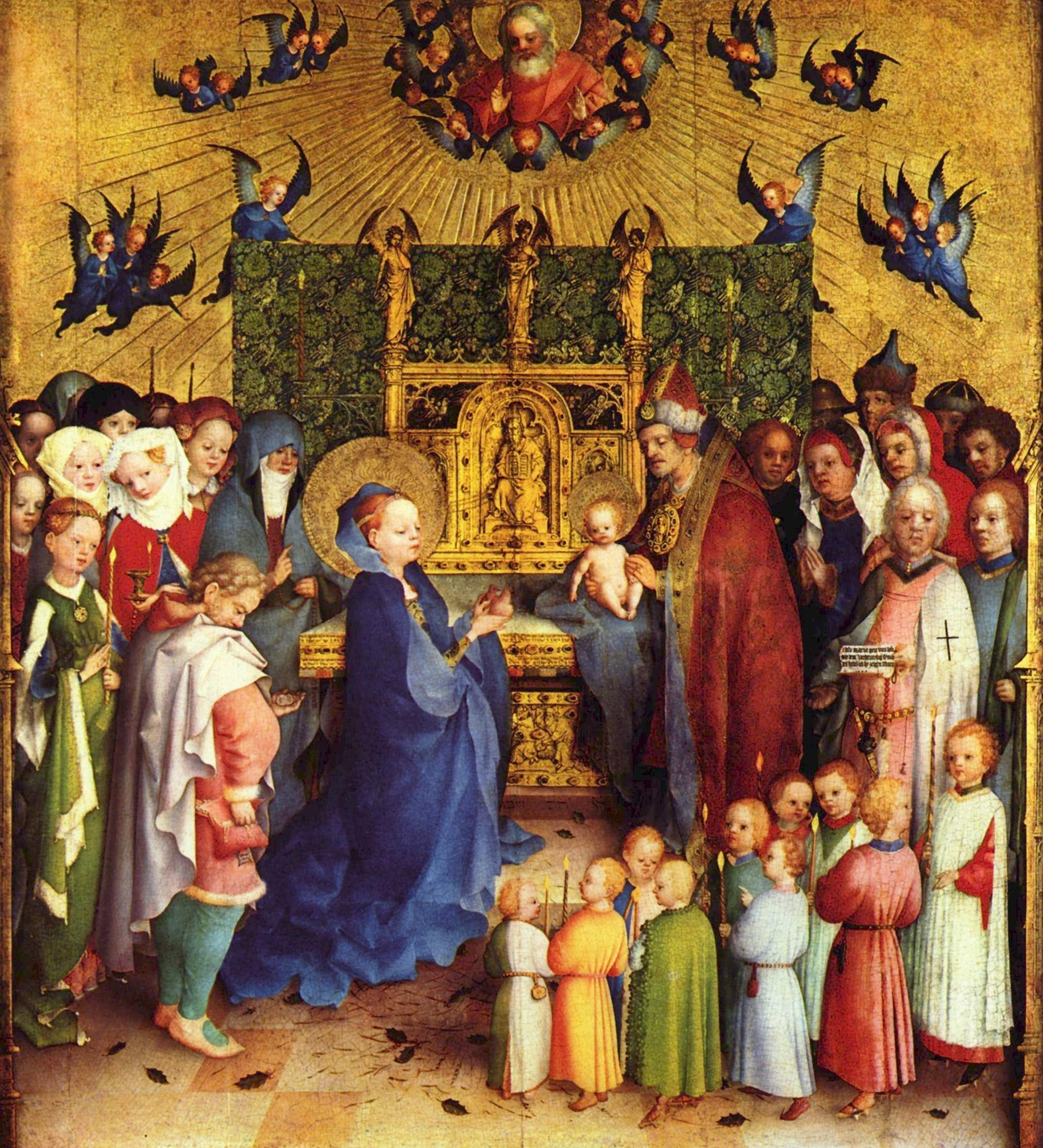
Stefan Lochner, Presentatie in de tempel, 1447, tempera en bladgoud op paneel, 139 x 124 cm, Hessisches Landesmuseum te Darmstadt

- Stefan Lochner, kunstschilder, overleed 1451 in Keulen
- Edmund Tudor, halfbroer van Hendrik VI van Engeland, overleden 1456 in Carmarthen Wales
- Johannes Hunyadi, ook gekend als Johannes Corvinus, Roemeens-Hongaars veldheer en staatsman, overleed 1456 in Belgrado
- Johan IV van Beieren overleden in 1463 in München, oudste zoon van hertog Albrecht III van Beieren
- Henri Arnaut de Zwolle, geneesheer, astronoom, astroloog en organist in dienst van Filips de Goede, vooral bekend van een verhandeling over muziekinstrumenten, overleed 1466 in Parijs.
- Alfons V van Portugal, koning van Portugal, overleed 1481
- Benozzo Gozzoli, Italiaans kunstschilder, overleed 1497 in Pistoia
- Hans Holbein de Jonge, Duits kunstschilder, overleed 1498 in Londen
- Jacob Obrecht, Vlaams componist, overleed 1505 in Ferrara
- Alexander Agricola, zangmeester en componist uit de tweede generatie der Vlaamse polyfonisten, overleed 1506 in Valladolid
- Giorgione, Italiaans kunstschilder, overleed 1510 in Venetië
- Johann Tetzel, aflaatpredikant voor nieuwbouw Sint-Pietersbasiliek, overleed 1519 in Leipzig
- Matthias Grünewald, Duits kunstschilder, overleden 1528 in Halle
- Parmigianino, Italiaans kunstschilder, overleed 1540 in Casalmaggiore
- Hans Holbein de Jonge, kunstschilder, overleed 1543 in Londen
- Karel II van Orléans, zoon van Frans I van Frankrijk, overleed 1545
- Albrecht van Brandenburg-Ansbach, eerste hertog van Pruisen, overleed 1568 in Gvardejsk (Tapiau)
- Titiaan, Italiaans kunstschilder, overleed 1576 in Venetië
- Everard Mercurian, generaal-overste van de Jezuïeten, overleed 1580 in Rome
- Johan de Mepsche, Spaansgezind bestuurder, overleed 1585 in Groningen
- Mary Grey, Engelse edelvrouw, zus van Jane Grey koningin voor 9 dagen, overleed 1578 in Londen
- Aloysius Gonzaga, jezuïet, overleed 1591 in Rome
- Jean Bodin, Frans politiek filosoof, bekend doordat hij het begrip soevereiniteit introduceerde, overleed 1596 in Laon
- Hamnet Shakespeare, enige zoon van William Shakespeare, overleed 1596
- Isabella Brant, eerste vrouw van Peter Paul Rubens, overleed 1626
- Hendrick ter Brugghen, Nederlands kunstschilder, overleed 1629 in Utrecht
- Hendrick Avercamp, Nederlands kunstschilder, overleed 1634 in Kampen
- Willem Cornelisz. Duyster, Nederlands kunstschilder, overleed 1635 in Amsterdam
- Wilhelm Schickard, professor in Oosterse talen, astronoom en wiskundige, bouwde in 1623 de eerste mechanische rekenmachine, overleed 1635 in Tübingen
- Laurens Reael, gouverneur-generaal van VOC, overleed 1637 in Amsterdam
- Adriaen Brouwer Vlaams of Brabants kunstschilder, overleed 1638 in Antwerpen
- Cornelius Jansenius, hoogleraar en bisschop, religieuze beweging Jansenisme naar hem genoemd, overleed 1638 in Leuven
- Martin Opitz, diplomaat en dichter, overleed 1639 in Gdańsk
- Thomas Hooker, puriteins predikant, overleden 1647 in Hartford (Connecticut)
- Robertus Junius, tweede zendeling voor VOC, overleden 1655 in Amsterdam
- Hendrickje Stoffels, schildersmodel en geliefde van Rembrandt van Rijn, overleed 1663 in Amsterdam
- Gysbert Japicx, Friese schrijver, overleed 1666 in Bolsward
- Titus van Rijn, kunstschilder, zoon van Rembrandt van Rijn, overleed 1668 in Amsterdam
- Johannes Coccejus, theoloog, overleed 1669 in Leiden
- Juana Inés de la Cruz, Mexicaanse dichteres en moniaal, toen in 1695 een pestepidemie uitbrak wijdde ze zich aan ziekenzorg, werd zelf besmet en overleed in Mexico-Stad
- Anoushirvan (Shir) Khan Qajar Qovanlou 'Eyn ol-Molk' 'Etezad od-Doleh', Perzische generaal, overleden 1866

## Verspreiding aan het begin van de 21e eeuw
De pest is nog niet uitgeroeid. In India is rond de millenniumwisseling (2000) nog een kleinschalige epidemie geconstateerd. De ziekte is - bij tijdige diagnose - met antibiotica tegenwoordig goed te behandelen.
Wilde knaagdieren zijn nog steeds drager van pestbacillen en van 1978 tot 1992 vielen er volgens de Wereldgezondheidsorganisatie 1451 doden ten gevolge van de pest in 21 landen. In het Indische Surat was er van augustus tot oktober 1994 een epidemie met 6344 vermoede en 234 bewezen gevallen met 56 doden. De bacil die verantwoordelijk was voor deze nieuwe uitbraak bleek een gemuteerde versie die minder virulent was.
Op de onderstaande kaart is de correlatie tussen gebieden met knaagdierpopulaties waar de pestbacterie endemisch is en het optreden van pestuitbraken onder mensen aangegeven. De pest komt op alle continenten voor behalve Australië, en Antarctica waar geen knaagdieren zijn. Endemisch is de pest in zowel gematigde als tropische gebieden. Men vindt grote besmette knaagdierpopulaties in de grote savanne, prairies en halfwoestijnen waar deze holengravende knaagdieren zich thuis voelen.
De kaart is gebaseerd op rapportages van pestuitbraken en opgaven die aan de Wereldgezondheidsorganisatie van de Verenigde Naties (WHO) zijn gedaan door lokale overheden. Het is niet uitgesloten dat men in sommige landen uitbraken niet heeft gemeld omdat deze slecht zijn voor het toerisme.
Pestgebieden

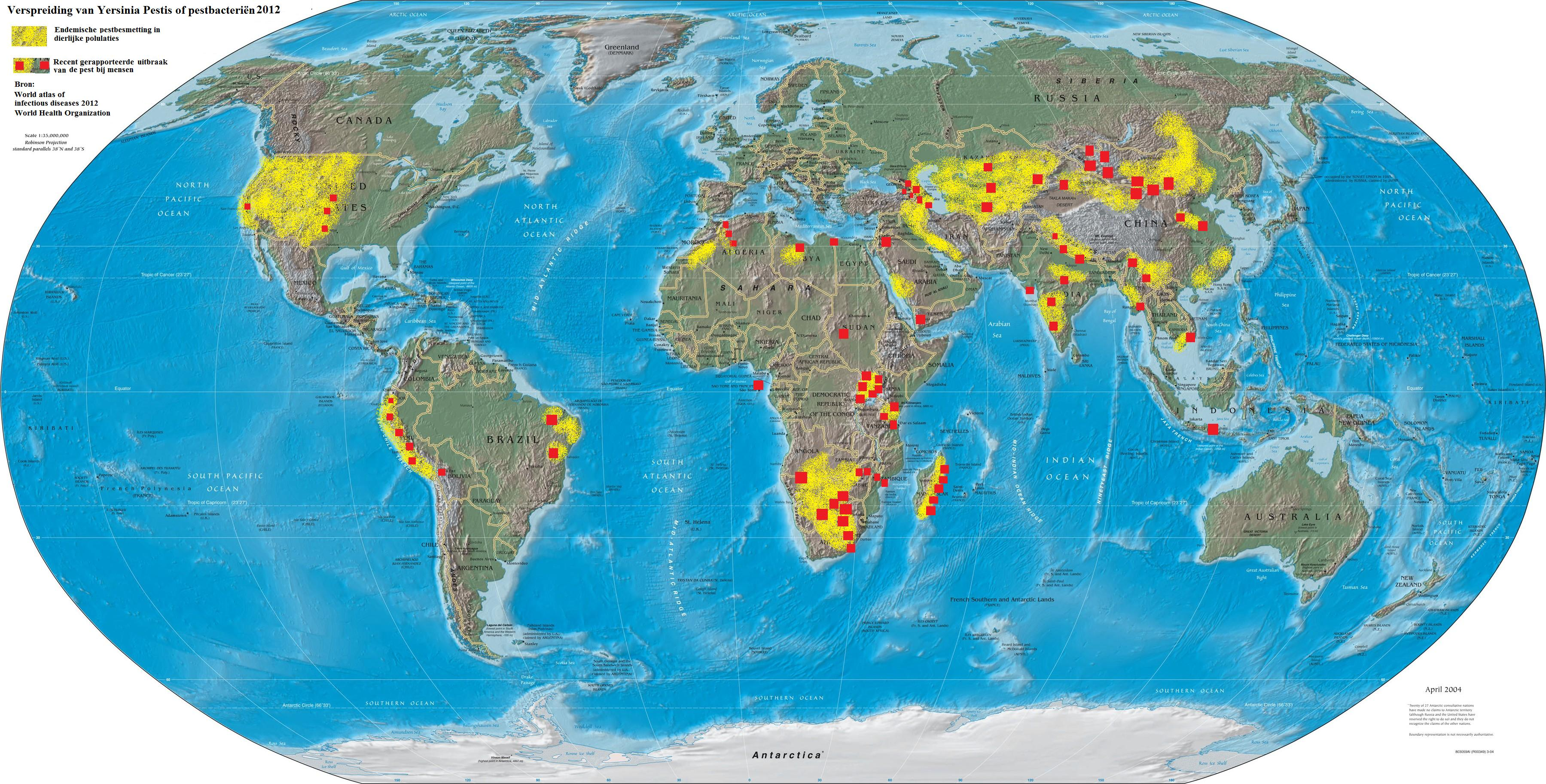
Verspreiding van de pestveroorzakende knaagdieren (geel) en pestuitbraken (rood)

- De westelijke helft van de Verenigde Staten
- De westelijke hellingen van de Andes in Ecuador en Peru waar knaagdieren als huisdier worden gehouden en worden gegeten.
- De droge noordoostpunt van Brazilië
- Zuidelijk Afrika minus de Kaapprovincie en de kustgebieden
- Het grensgebied van Kenia en Tanzania
- De oostkust van Madagaskar
- De oostelijke hellingen van het Atlasgebergte in Marokko
- De binnenlanden van Libië
- De stad Mekka
- Het grensgebied van Perzië en Irak
- De Kaukasus
- Kazachstan
- De westelijke Himalaya van Nepal tot Afghanistan
- India en noordelijk Pakistan
- Myanmar en de "Gouden driehoek" van Laos, Vietnam en China
- Subtropische delen van China
- De delta van de Mekong in Vietnam

In de Russische Federatie, Colombia, Bolivia, Soedan, Sao Tomé en Principe, Indonesië en Jemen zijn pestgevallen gemeld. Deze kunnen samenhangen met menselijke migratie. In de Europese Unie komt de pest niet voor. Het voorkomen van besmettingen met de pest is verbonden met enerzijds leefstijl, hygiëne en menu, zoals in Peru waar men knaagdiertjes als huisdieren in de woning laat rondlopen en deze dieren ook slacht en eet, en anderzijds met het nauwe contact met besmette wilde dieren.

## De relatie tussen kunst en pest
Zoals op alle andere gebieden van de menselijke bedrijvigheid heeft de zwarte dood een belangrijke invloed gehad op de kunst, al was het maar door het feit dat de slachtoffers onder de kunstenaars waarschijnlijk even talrijk waren als onder de rest van de bevolking. Ook zijn kunstwerken ontstaan onder de rechtstreekse invloed van de pest of van de leefomstandigheden tijdens de epidemie, zoals de Decamerone van Giovanni Boccaccio. In latere eeuwen speelde de pest eveneens een rol in de kunst, zoals in de roman De pest van Albert Camus, waarin de bewoners van de Algerijnse stad Oran halverwege de 20e eeuw met een pestepidemie geconfronteerd worden.

### Symptomen
Uit de 14e en 15e eeuw zijn er weinig afbeeldingen bewaard gebleven die de ziekteverschijnselen accuraat afbeelden. Van de twee eerste afbeeldingen hieronder werd algemeen aangenomen dat ze de pest afbeeldden, maar dit klopt niet. De derde afbeelding, van een pestslachtoffer op een altaarstuk van Josse Lieferinxe, nu in het Walters ArtMuseum in Baltimore, toont wel degelijk een pestbuil aan de keel van het slachtoffer en aan de voeten van de biddende priester. De realistische afbeelding doet vermoeden dat de schilder zelf pestslachtoffers gezien had.
Naast deze voorbeelden zijn er andere bekend waarop pestslachtoffers vrij realistisch worden afgebeeld, zoals een fresco uit de kapel van St. Sebastiaan in Lanslevillard, maar het aantal realistische afbeeldingen is klein.

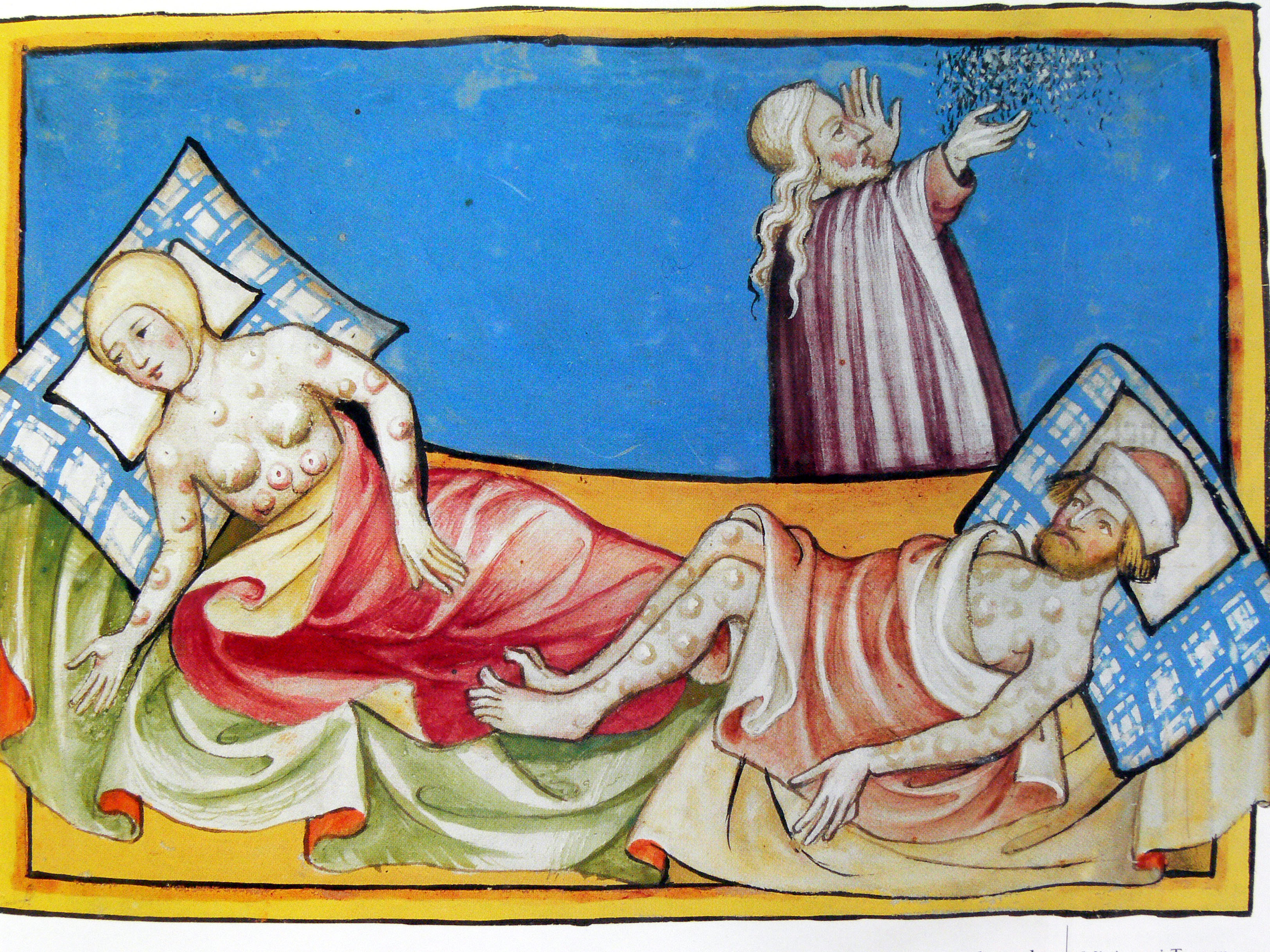
Miniatuur uit de Toggenburg-Bijbel van 1411. De aandoening hier werd als de pest gezien, maar de symptomen wijzen eerder op pokken.
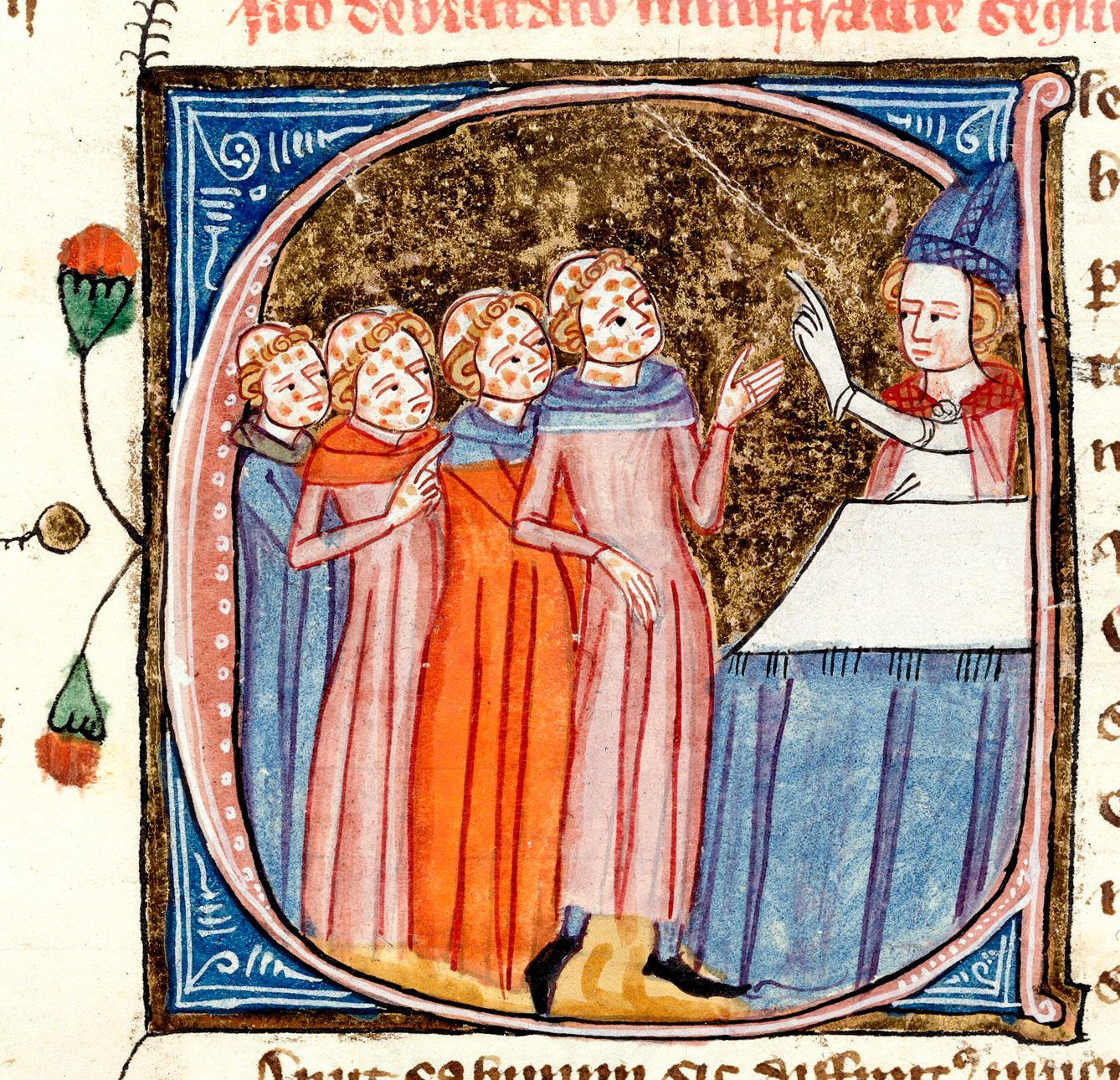
Een bisschop geeft instructies aan monniken met lepra, British Library; Royal 6 E. VI, f.301. Ook hier kan het verkeerdelijk aanzien worden als de pest.
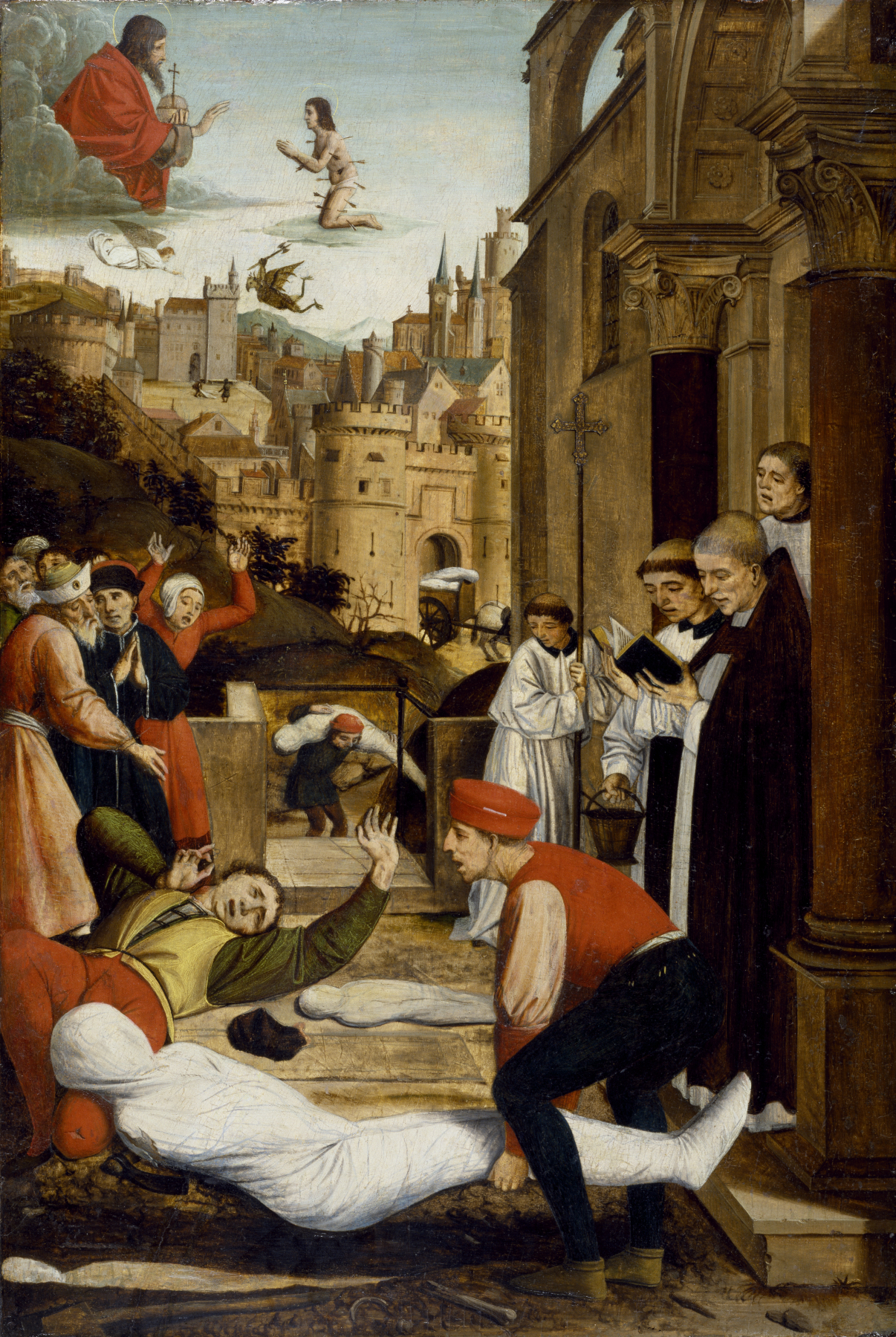
Sint Sebastiaan smeekt God voor genade met de pestslachtoffers in Pavia, Josse Lieferinxe, 1493

### Symbolische voorstelling

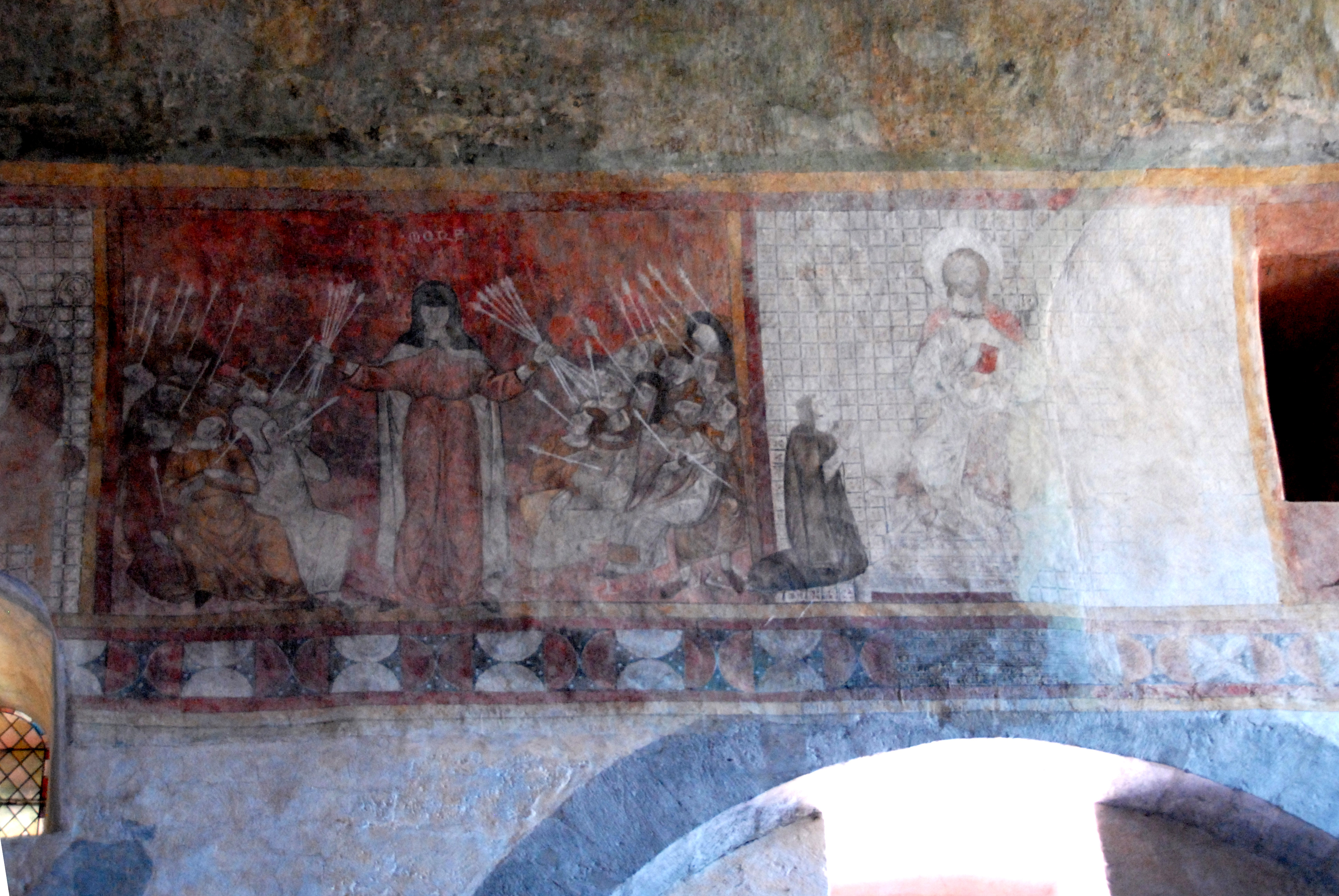
Lavaudieu, Frankrijk, fresco 1355

Het meest voorkomende symbool voor de pest is de pijl. Een slecht bewaard voorbeeld is te vinde in een van de fresco’s in de kerk van St. André in Lavaudieu, Frankrijk. In het midden ziet men de personificatie van de zwarte dood, met bundels pijlen in haar hand en rondom haar de slachtoffers, van alle standen, die getroffen zijn door een pijl, dikwijls op de plaats waar de pestknobbels uitbraken zoals keel, oksels en lies. Er is geen boog aanwezig, dit is dikwijls het geval in afbeeldingen waar de pest symbolisch veroorzaakt wordt door pijlen. Naast de pijl waren de speer en het zwaard ook wapens die geassocieerd werden met de pest en de wraak van God.

### De epidemie

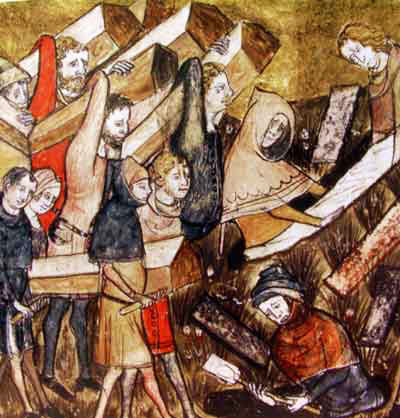
Kroniek door Gilles Li Muisit, begraven van pestdoden in Doornik

Voorstellingen die rechtstreeks verband houden met de epidemie zijn zeldzaam. Een ervan komt uit de kroniek van Gilles Li Muisit, bewaard in de Koninklijke Bibliotheek van België in Brussel. De miniatuur toont hoe de voorschriften in Doornik voor het begraven van pestslachtoffers in houten kisten in de praktijk worden gebracht.
Een ander voorbeeld hiervan is terug te vinden in les Belles heures du duc de Berry verlucht door de gebroeders Van Limburg tussen 1405 en 1409. Dit getijdenboek bevat een aantal heiligenlevens in de vorm van “beeldverhalen” en het leven van Gregorius de Grote toont de bezwering van de pestepidemie in Rome in 590 door Gregorius. Hetzelfde thema werd hernomen in de Très Riches Heures
De Pestzuil op de Graben in Wenen is een ander voorbeeld. De zuil werd na de pestepidemie van 1679 opgericht en is een van de bekendste en markantste kunstwerken van de stad.

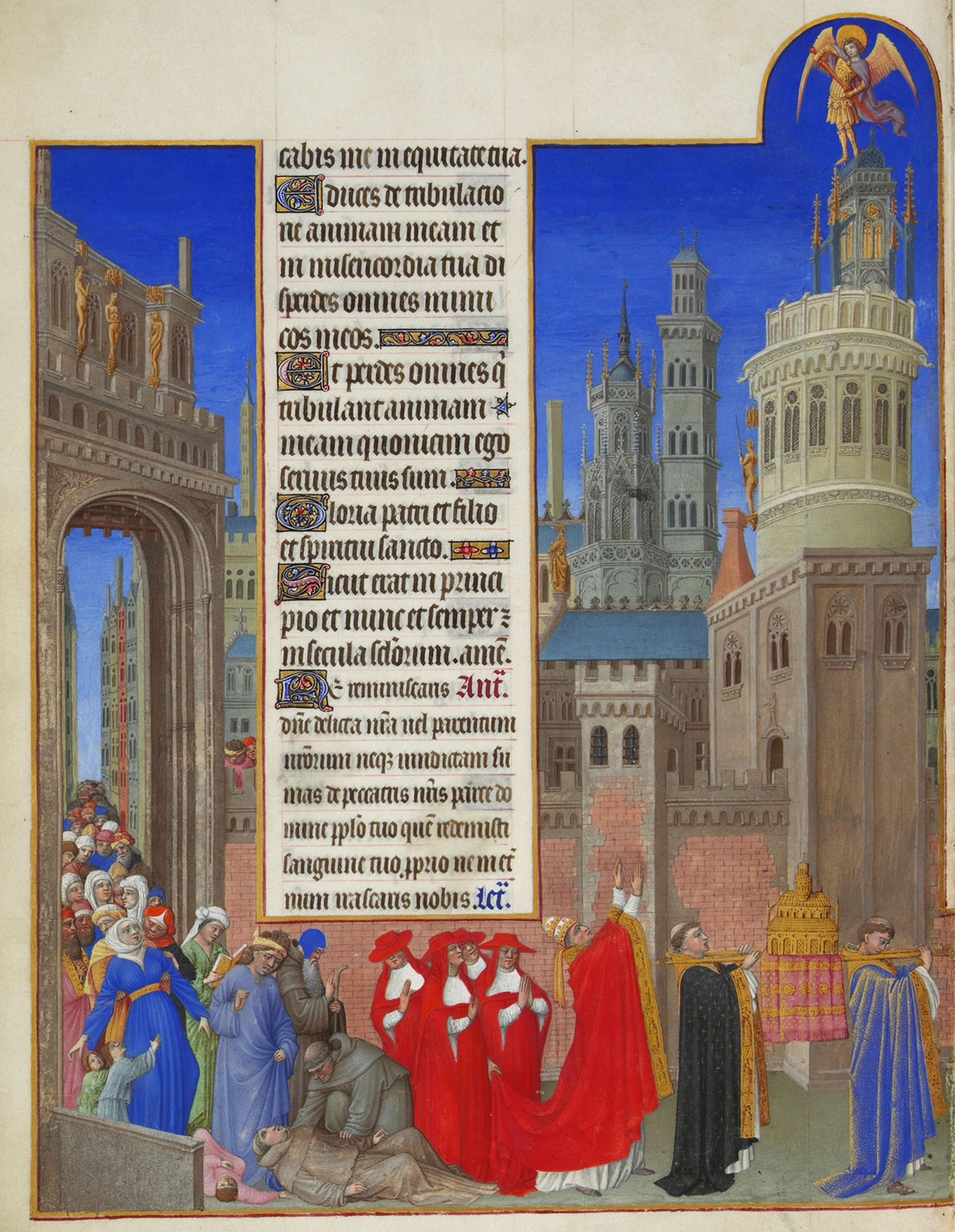
De processie geleid door de Heilige Gregorius om de pest te bezweren
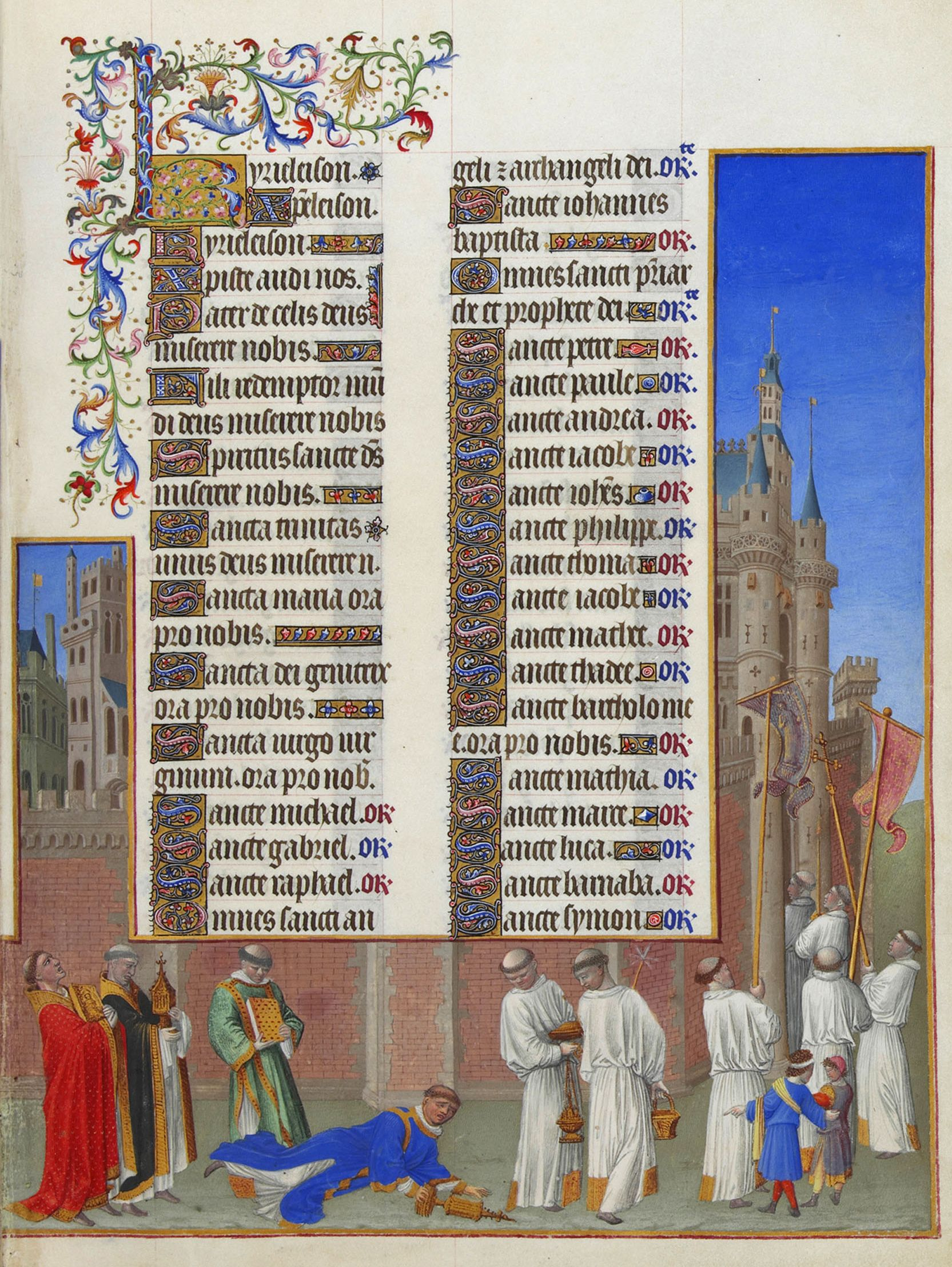
De processie geleid door de Heilige Gregorius om de pest te bezweren

### De dood

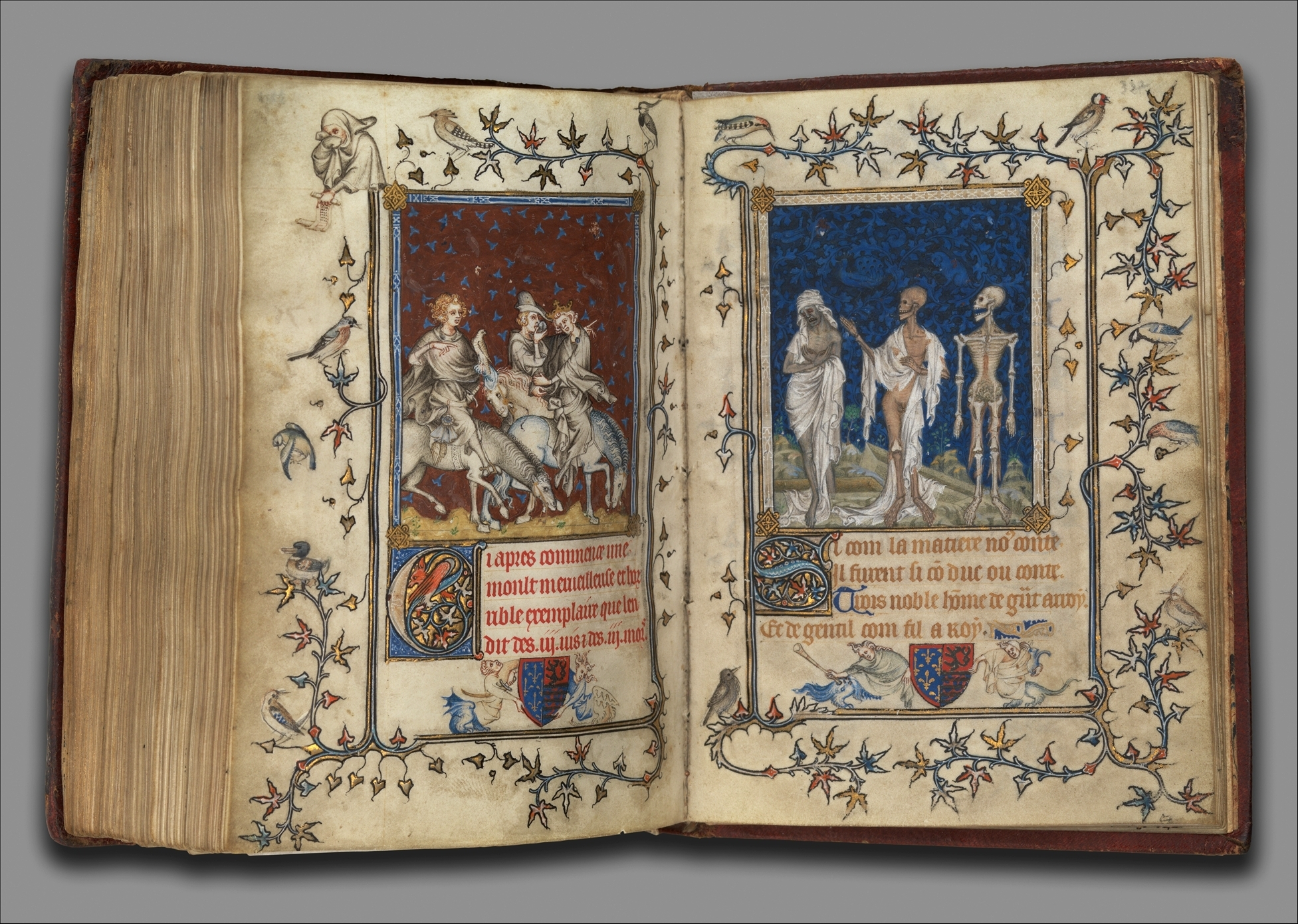
Jean le Noir, De drie levenden en de drie doden, psalter van Bonne de Luxembourg

De dood en zelfs specifieke thema's zoals de 'drie levenden en de drie doden' werden weliswaar zeer populair na de pestpandemie, maar kwamen ook voordien al voor in de kunst. Het oudste voorbeeld daarvan is te vinden op de fresco’s van het Camposanto van Pisa (Italië) (in de linkerbenedenhoek van de afbeelding hierbij) geschilderd omstreeks 1336, dus ruim voor de uitbraak van de pestepidemie. Ook in de literatuur komt het thema voor in de Middelfranse poëzie van de late dertiende eeuw. Het zou gebaseerd zijn op een veel ouder Arabisch verhaal. Na de pestepidemie wordt het thema populair en ziet men de toevallige ontmoeting tussen levenden en doden evolueren van een ontmoeting naar een achtervolging. Het is allesbehalve zeker dat de evolutie van het thema te wijten is aan de pestepidemie, deze memento mori-waarschuwingen werden ongetwijfeld beïnvloed door predikers die met lede ogen vaststelden dat een groot gedeelte van de bevolking zich na de pestepidemie overgaf aan losbandigheid en aardse genoegens.
Het thema van de 'drie levenden en de drie doden' zal overgaan in het thema van de dodendans, dat vanaf het midden van de 15e eeuw erg populair zou worden. Een fresco op de muur van het Cimetière des Innocents in Parijs, geschilderd in 1424-1425, wordt dikwijls geciteerd als het eerste werk uit deze traditie. Typisch voor de dodendans is dat men wil tonen dat iedereen gelijk is voor de dood, zij het boer, koning of prelaat. La danse macabre komt voor in de literatuur en werd zelfs uitgevoerd. In de muziek wordt dit thema ook tot uitdrukking gebracht in de symfonie Danse Macabre van Camille Saint-Saëns.